# シュザンヌ・ヴァラドン
シュザンヌ・ヴァラドン（Suzanne Valadon、1865年9月23日 - 1938年4月7日）は、フランスの画家。

## 人物
モンマルトルでピュヴィス・ド・シャヴァンヌ、ルノワール、ロートレックらの著名な画家のモデルを務めながら独学で絵を描き始め、エドガー・ドガに師事した。モーリス・ユトリロの母であり、幼いユトリロの素描から1921年制作の代表作《モーリス・ユトリロの肖像》まで息子を描いた絵を多数遺しているが、主に繊細な風景画を描いたユトリロとは対照的に、ヴァラドンは力強い人物画で知られる。
国民美術協会に出展した初の女性画家であり、国立美術学校で女性画学生による裸体モデルのデッザンが禁じられていた時代に、女性だけでなく男性の裸体も野獣派的な力強い線で表現した先駆的・前衛的な女性画家である。

## 生涯

### 背景
シュザンヌ・ヴァラドンは1865年9月23日、フランス中部のベッシーヌ＝シュル＝ガルタンプ（オート＝ヴィエンヌ県、ヌーヴェル＝アキテーヌ地域圏）にマリー＝クレマンティーヌ・ヴァラドン（またはヴァラード）として生まれた。母マドレーヌ・ヴァラドン（ヴァラード）は34歳の貧しい洗濯婦であった。父親については、クーロー（Coulaud）という姓で言及または噂されることがあるが不明である。
1870年頃（マリーが5歳の頃）、マドレーヌは娘を連れてパリに出て、労働者地区のモンマルトルに居を定めた。普仏戦争、次いでパリ・コミューンが起こった頃であり、モンマルトルは激戦地となり、この後、蜂起して犠牲となった民衆を弔うために建てられたのがサクレ・クール寺院であり、ヴァラドンは生涯にわたってこの地に暮らすことになる。

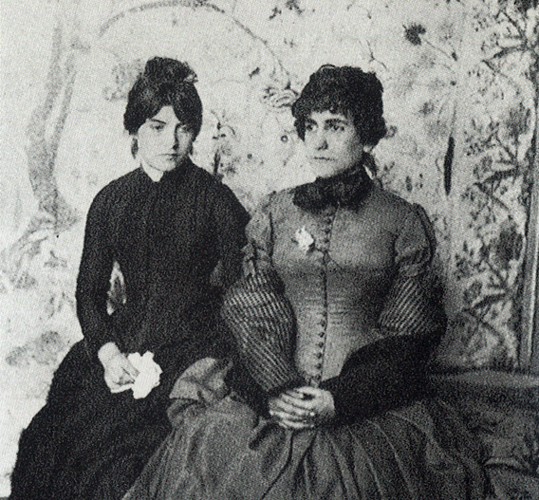
ロートレックの友人で画家のフランソワ・ゴージによるシュザンヌ・ヴァラドン（左）とロートレックのモデルの一人ジャンヌ・ウェンツの肖像写真（1890年頃）

マドレーヌはマリーをアパートの管理人などに預け、家政婦や洗濯・アイロン掛けの仕事をして生計を立てた。マリーはモンマルトル・サン＝ジャン修道院が経営する小学校に入学したが、1877年、11歳のときに退学して裁縫師になり、その後、大衆食堂の給仕、バティニョール市場の野菜の売り子、店員、工場労働者などの仕事を転々とした。15歳のとき、友だちの勧めもあって子どもの頃から憧れていたサーカス「モリエ」に入団した。曲芸師として活躍し始めたが（脇役であったとされるが）、6か月後に空中ブランコから転落して重傷を負い、退団を余儀なくされた。

### 画家のモデル

#### ピュヴィス・ド・シャヴァンヌ
ヴァラドンはやがてモンマルトルの芸術家と付き合うようになった。1880年代のモンマルトルは、安酒を出す「オ・ラパン・アジル」や「ル・シャ・ノワール」、「ムーラン・ルージュ」などのキャバレーが、ボエーム（ボヘミアン）の芸術家だけでなく娼婦やその情夫、犯罪者、浮浪者、社会の周辺に生きる人々などが集まる場所であった。ヴァラドンは洗濯婦の母マドレーヌの仕事を手伝って、画家たちのところに洗濯物を届けて回っているうちに誘われて、画家のモデルを務めるようになった。1880年頃に登録されていた16歳から20歳のモデルは約670人であったが、肉感的な身体、くっきりとした眉や大きな青い目、そして豊かな表情が魅力のヴァラドンは人気のモデルとなった。エドガー・ドガは、マリー＝クレマンティーヌ・ヴァラドンをその才能、魅力、人格を含めて両義的な意味で「恐るべきマリア」と呼んだ。一方、美術評論家の若桑みどりは、モデルとしてのヴァラドンを次のように評している。
最初に彼女を描いた高名な画家はピエール・ピュヴィス・ド・シャヴァンヌ（1824-1898）であった。現在知られている限りでは、1884年のサロン（官展）に出展されて話題を呼んだ大作《美神（ミューズ）と芸術にとって大切な聖なる森（Bois Sacré cher aux Arts et aux Muses）》（460 x 1040 cm、リヨン美術館蔵）、および1891年制作の《夏》（クリーブランド美術館蔵）に描かれる「骨格のしっかりとした、均衡のとれた、古典的な美しさ」をもつ肉体の女性がヴァラドンとされる。

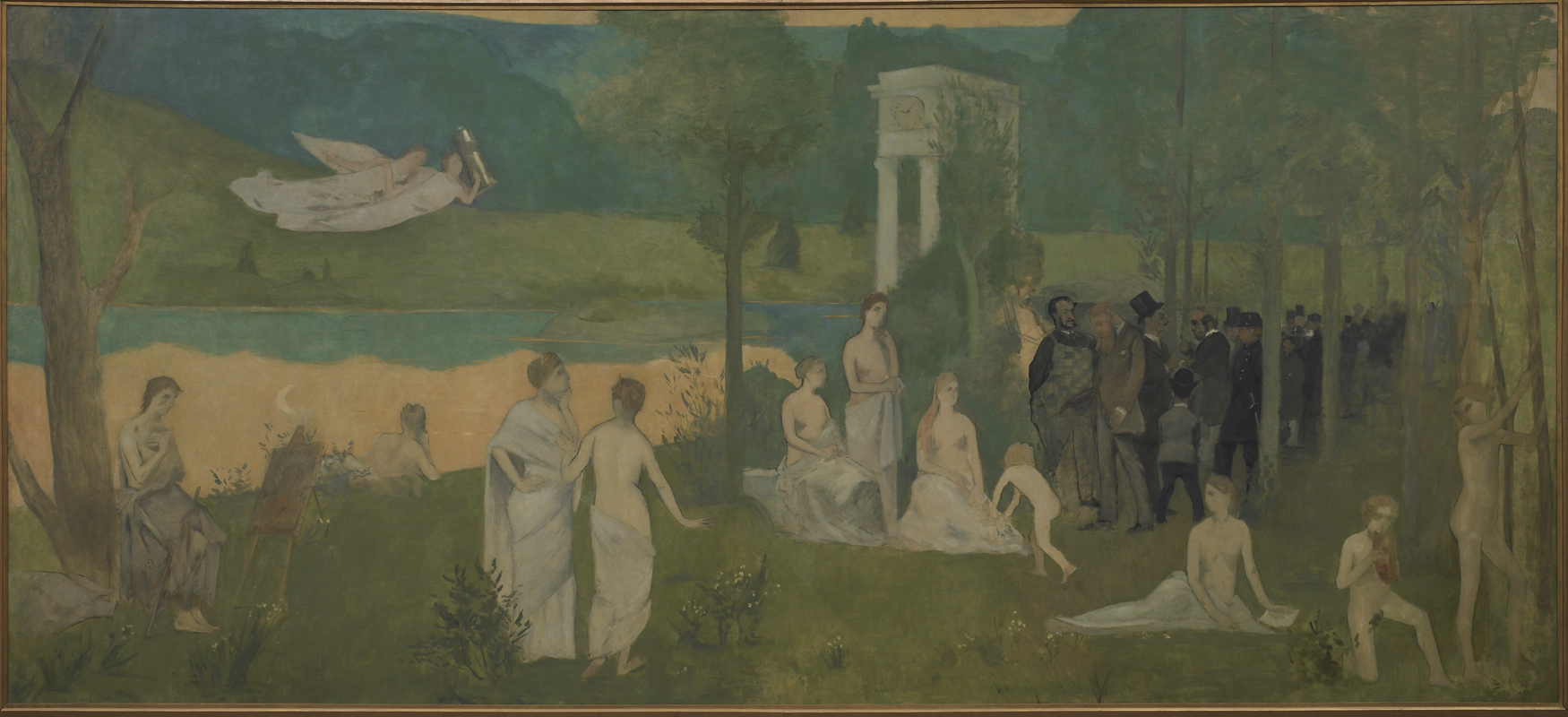
ロートレック作《聖なる森》のパロディー（1884年、プリンストン大学美術館蔵）

当時20歳のロートレック（1864-1901）は、同じ1884年にシャヴァンヌのこの絵をもとに《聖なる森》のパロディーを描いている。このパロディーも絵もまた、ロートレックがちょうどこの頃出会ったヴァラドンがモデルである。この絵には、裸のミューズたちの横に、同じ画学生であったルイ・アンクタン、作家のエドゥアール・デュジャルダンとモーリス・バレス、ロートレックが最初に師事した画家レオン・ボナ、後ろを向いて立ち小便をしているロートレック自身が描かれ、警察官数人が彼ら《聖なる森》の「侵入者」に一列に並ぶように指示している。ロートレックのこのパロディーは、「伝統的なアカデミックな絵画に背を向ける」彼の心的傾向を示すものとされ、実際、彼はこの頃からモンマルトルの画家仲間の住居を転々としながら、「ル・シャ・ノワール」の人気歌手で、偽善や虚飾を罵倒する歌詞や娼婦や浮浪者などの貧窮を歌った曲で知られるアリスティード・ブリュアンや「ムーラン・ルージュ」の踊り子たちを描くようになった。

#### ルノワール
ヴァラドンはまた、ルノワール（1841-1919）のモデルとしても知られている。《雨傘》（1881-86年、ナショナル・ギャラリー蔵、英国）、《ブージヴァルのダンス》（1883年、ボストン美術館蔵）、《都会のダンス》（1883年、オルセー美術館蔵）、《風景の中の裸婦》（1883年、オランジュリー美術館蔵）、《座って腕を拭く浴女》（1884-85年）、《髪を整える浴女》（1885年）、《シュザンヌ・ヴァラドン》（1885年頃、ナショナル・ギャラリー蔵、米国）、《シュザンヌ・ヴァラドンの肖像》（1885年、個人蔵）、《髪を編む娘》（1887年、ラングマット美術館蔵、スイス）、《女性大浴女図（浴女たち）》（1887年）などである。特に《ブージヴァルのダンス》と《都会のダンス》が有名だが、ルノワールが同じ年に後の妻アリーヌ・シャリゴをモデルに描いた《田舎のダンス》は、もともとヴァラドンがモデルであったが、アリーヌが嫉妬して自分の明るい笑顔に変えさせたとされる（笑顔のヴァラドンを描いた絵はほとんどない）。

ヴァラドンを描いたルノワールの絵画
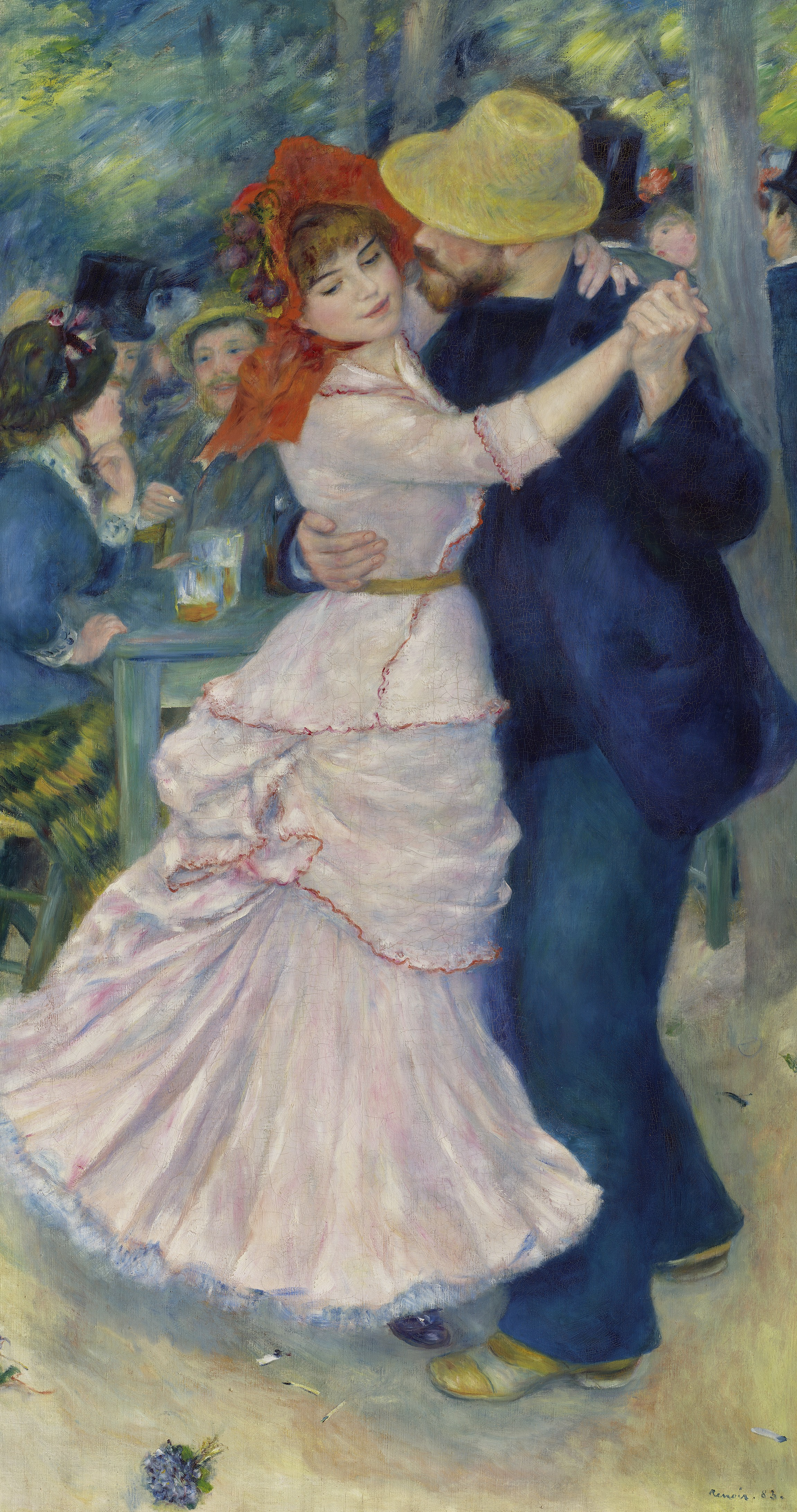
《ブージヴァルのダンス》
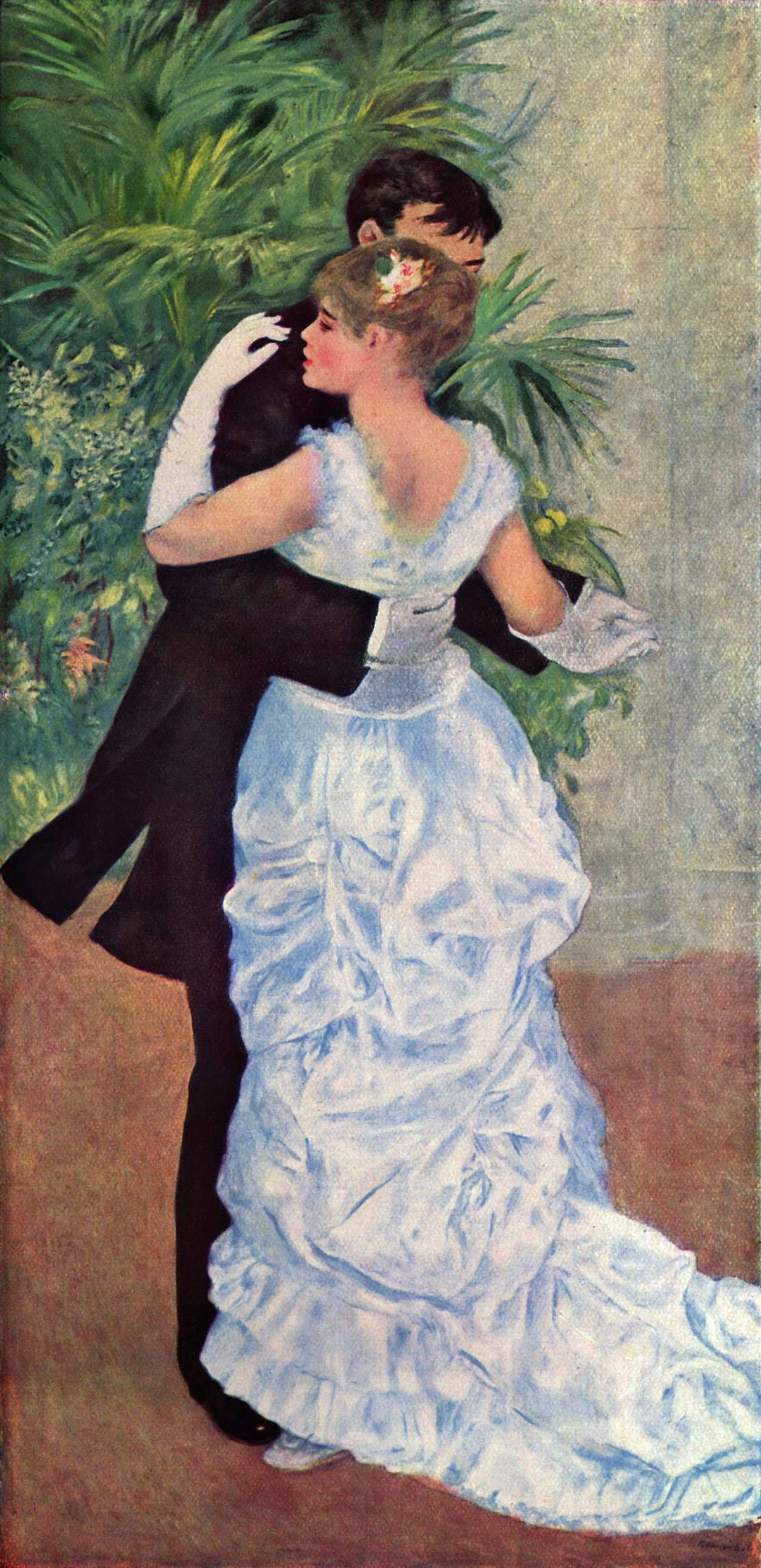
《都会のダンス》
《風景の中の裸婦》
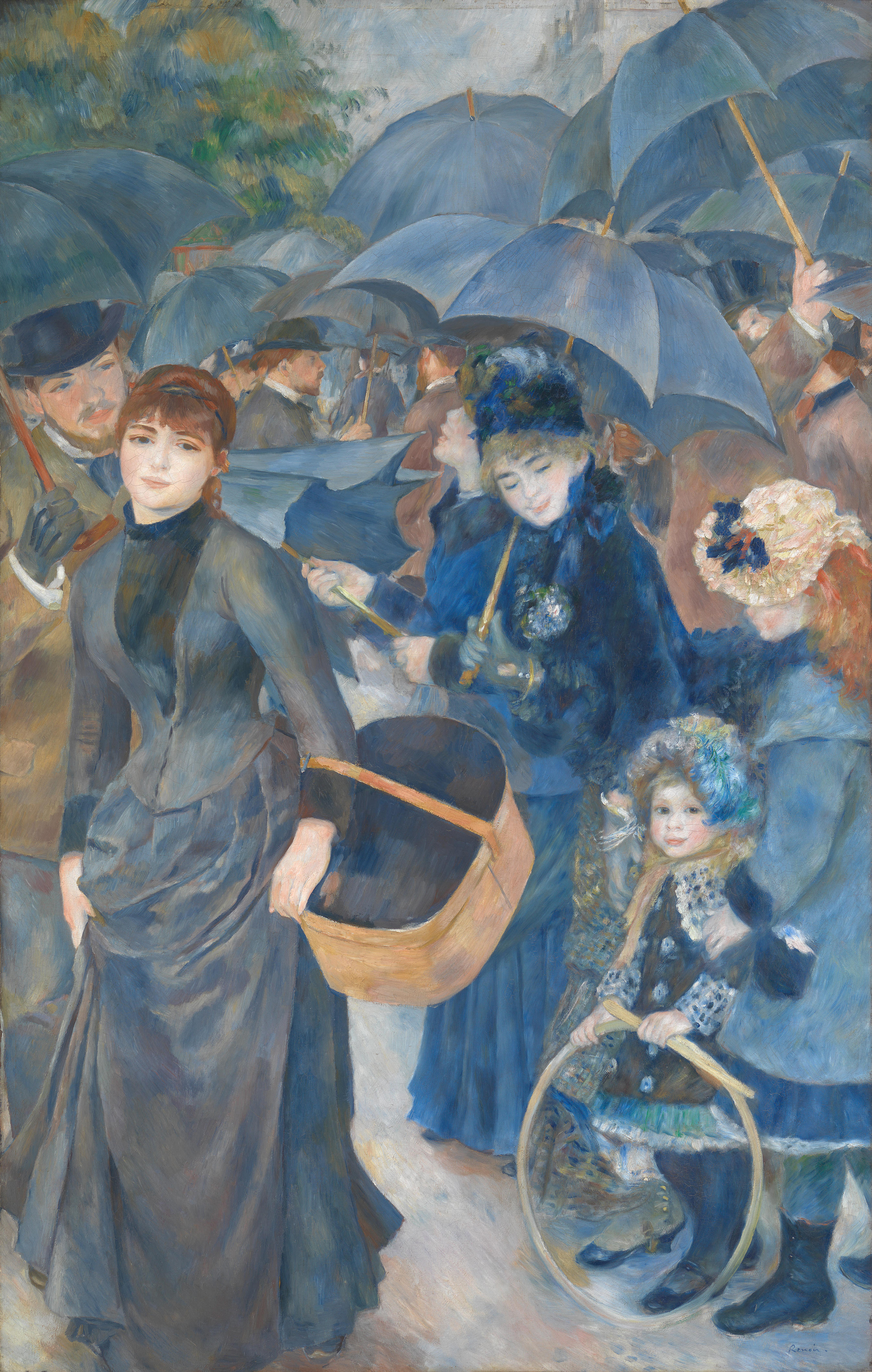
《雨傘》
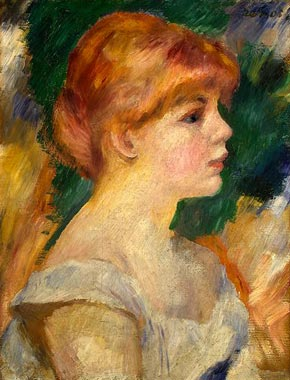
《シュザンヌ・ヴァラドン》
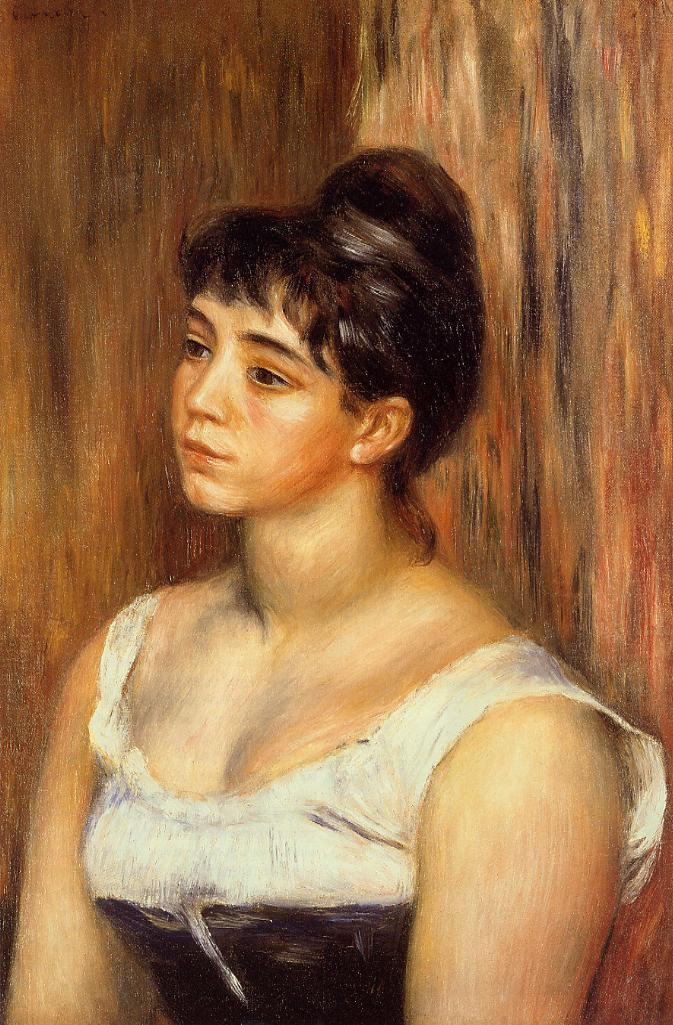
《シュザンヌ・ヴァラドンの肖像》
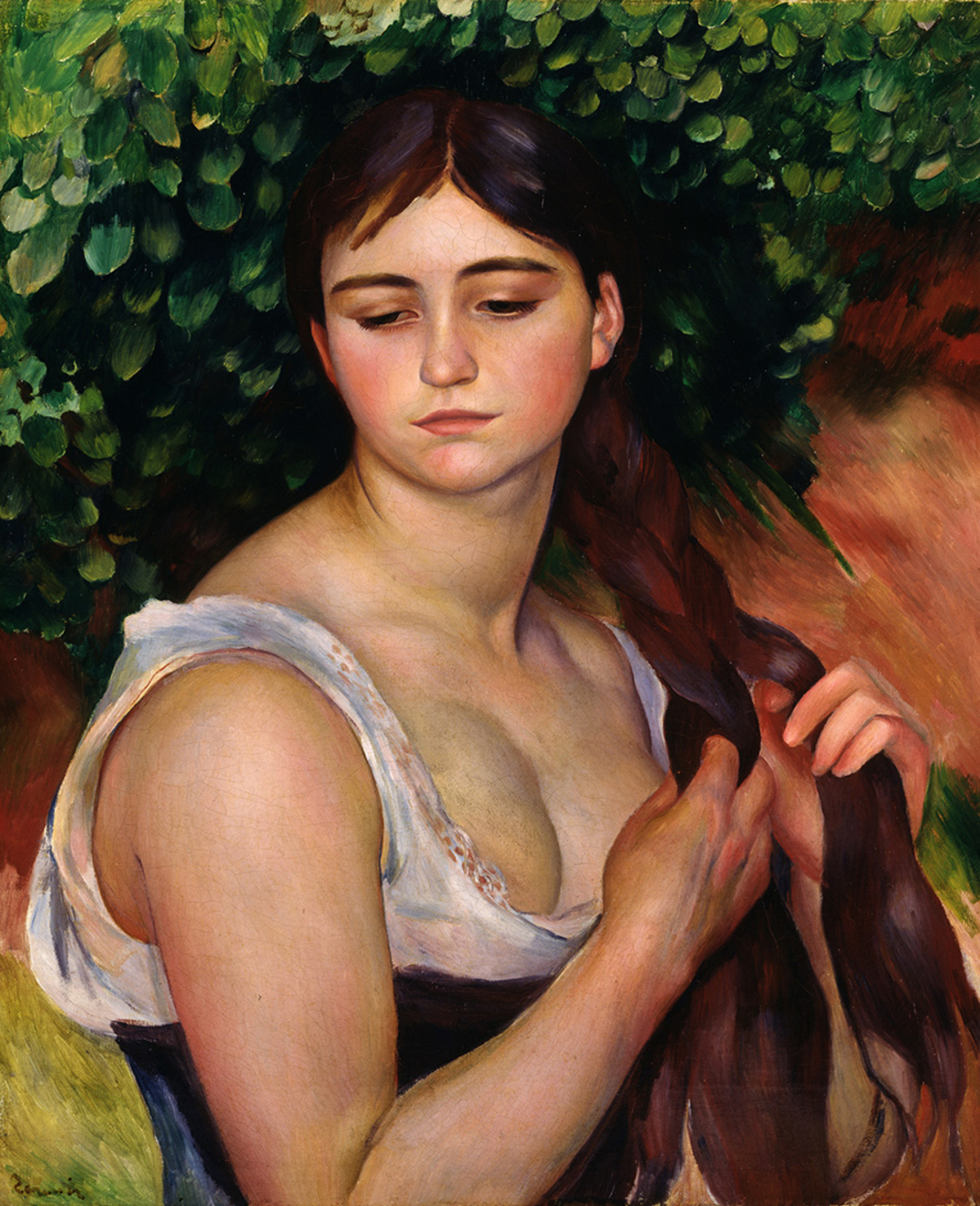
《髪を編む娘》

ルノワールが一連のダンスの絵を描いた1883年の12月26日、18歳のヴァラドンはモンマルトルの丘のふもとのポトー通り10番地で息子モーリスを出産した。父親については、「オ・ラパン・アジル」の歌手で大酒飲みのボワシー（Boissy）という人物であったとされるが不明である。ユトリロは1891年、8歳のときにカタルーニャ州出身のスペイン人で画家・美術評論家のミゲル・ウトリーリョ・イ・モルリウスに認知されて「ヴァラドン」から「ユトリロ」に改姓された。「ユトリロ」（または「ユトリヨ」）は「ウトリーリョ」のフランス語読みである。

1883年の《自画像》

ヴァラドンが本格的に絵を描くようになったのも1883年のことある。これは彼女が処女作《自画像》（国立近代美術館蔵）を描いた年である。それまでに多くの前衛画家のモデルをしながら制作過程を目にしていた彼女は、見よう見まねで自画像や裸婦、の素描を描き始めた。若桑みどりはヴァラドンの素描を、「刻みつけるように鋭く、酷薄な線で、えぐるように描かれている」、「本質的な鋭い一本の線が見つかるまで」何度も描き直し、「一点のごまかしもない」と表現している。それはまた、「一人の女性として、画家としての自己探求」であった。
ヴァラドンはユトリロが生まれてからも、彼を母マドレーヌに預け、モデルの仕事と制作に専念した。まだ18歳の彼女が女手一つで二人を養いながら家計を支えなければならなかったからである。

#### ロートレック
ロートレックがヴァラドンをモデルに《聖なる森》のパロディーを描いたのは1884年のことだが、さらに1886年には、ヴァラドン一家が住むトゥールラック通り7番地（18区）のアパートの5階にアトリエを構え、ここに二人の関係が破局を迎える1889年頃まで住んでいた。二人がどのような関係であったのか正確にはわかっていないが、ロートレックの代表作であるヴァラドンの肖像《二日酔い（Gueule de bois）》（または《酒を飲む女（La Buveuse）》）（フォッグ美術館蔵）が描かれたのはこのとき（1888年）のことである。アカデミックな絵画に背を向けた若い前衛画家の彼は、当時すでに60代のシャヴァンヌや40代のルノワールのモデルをしていることを皮肉って、彼女を「シュザンヌ」と名付けた。旧約聖書外典（ダニエル書）に登場するスザンナのことであり、スザンナは水浴中の姿を長老たちに覗き見され、関係を迫られた女性である。この名前が気に入ったヴァラドンは、以後、「シュザンヌ・ヴァラドン」を名乗ることになる。

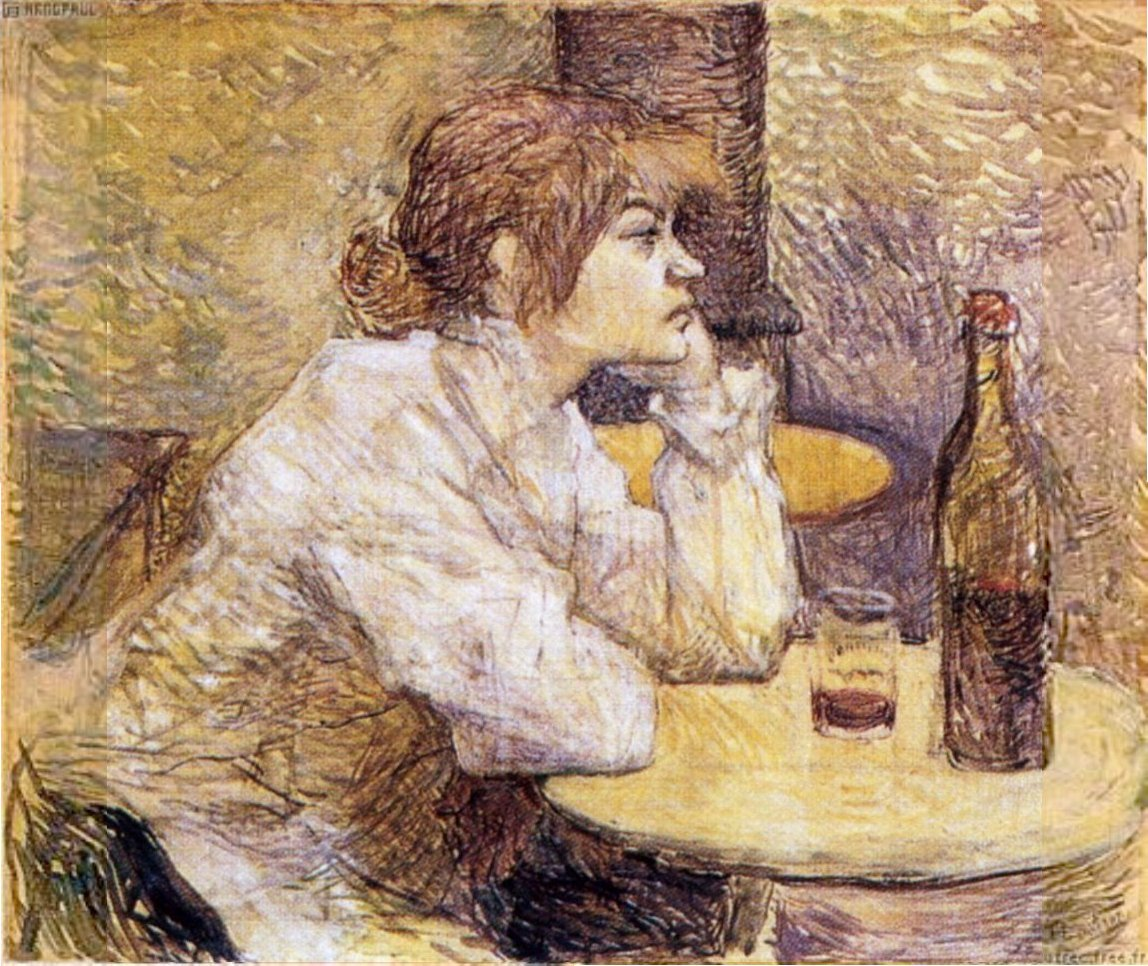
ロートレックが描いたヴァラドン：《二日酔い》または《酒を飲む女》

実際、シャヴァンヌが「類型化された理想の女性」、ルノワールが「優雅な若い女性」、「若さと官能に溢れた」女性としてのヴァラドンを描いたのとは対照的に、ロートレックは厳しい表情やうつろな表情のヴァラドンを描いた。ロートレック研究家の千葉順は、ロートレックがヴァラドン像で表現したのは「厳しい生活を生きる女性の強い意志」、「ひとりの女性の内面」であり、とりわけ、《二日酔い》では、「来し方行く末を思い、沈鬱な想いに耽る現実の人生を生きるひとりの女性の姿」を描いていると評している。また、画法としても、それまでの線を基調とする踊り子たちの絵と異なり、アシュール（線影）によって立体感をつけたうえにパステルを用いている。アシュールは1888年に制作された《ゴッホの肖像》で初めて用いた手法であり、パステルもロートレックとしては例外的とされる。ロートレックは同じ手法でヴァラドンを描き、その後、油彩を制作した。二人の関係が終わる1889年頃までの間に、ロートレックは他にも《シュザンヌ・ヴァラドンの肖像》（1885年、ニイ・カールスベルグ・グリプトテク美術館蔵、デンマーク）、《シュザンヌ・ヴァラドンの肖像》（1885年、アルゼンチン国立美術館蔵）などヴァラドンの肖像を数点制作している（素描と同じ構造の油彩を含む）が、重要なのは、ヴァラドンが密かに絵を描いているのを知り、その才能を最初に見抜いた画家がロートレックであったことである。
この他、フェデリコ・ザンドメーネギ作《ビストロのテーブルに座る女》（1885年、個人蔵）や、《ル・シャ・ノワール》のポスターで知られるテオフィル・アレクサンドル・スタンランによる女性の肖像にもヴァラドンがモデルとされるものがある。他にもアカデミックな画家ジャン＝ジャック・エンネルから、後にユトリロと親交を深めた前衛画家モディリアーニまで多くの画家のモデルになり、1891年にはミゲル・ウトリーリョの友人のスペイン人画家サンティアゴ・ルシニョールが、モンマルトルの自宅でヴァラドンとウトリーリョを描いた《夏の雲》（個人蔵）を発表している。

#### エリック・サティ

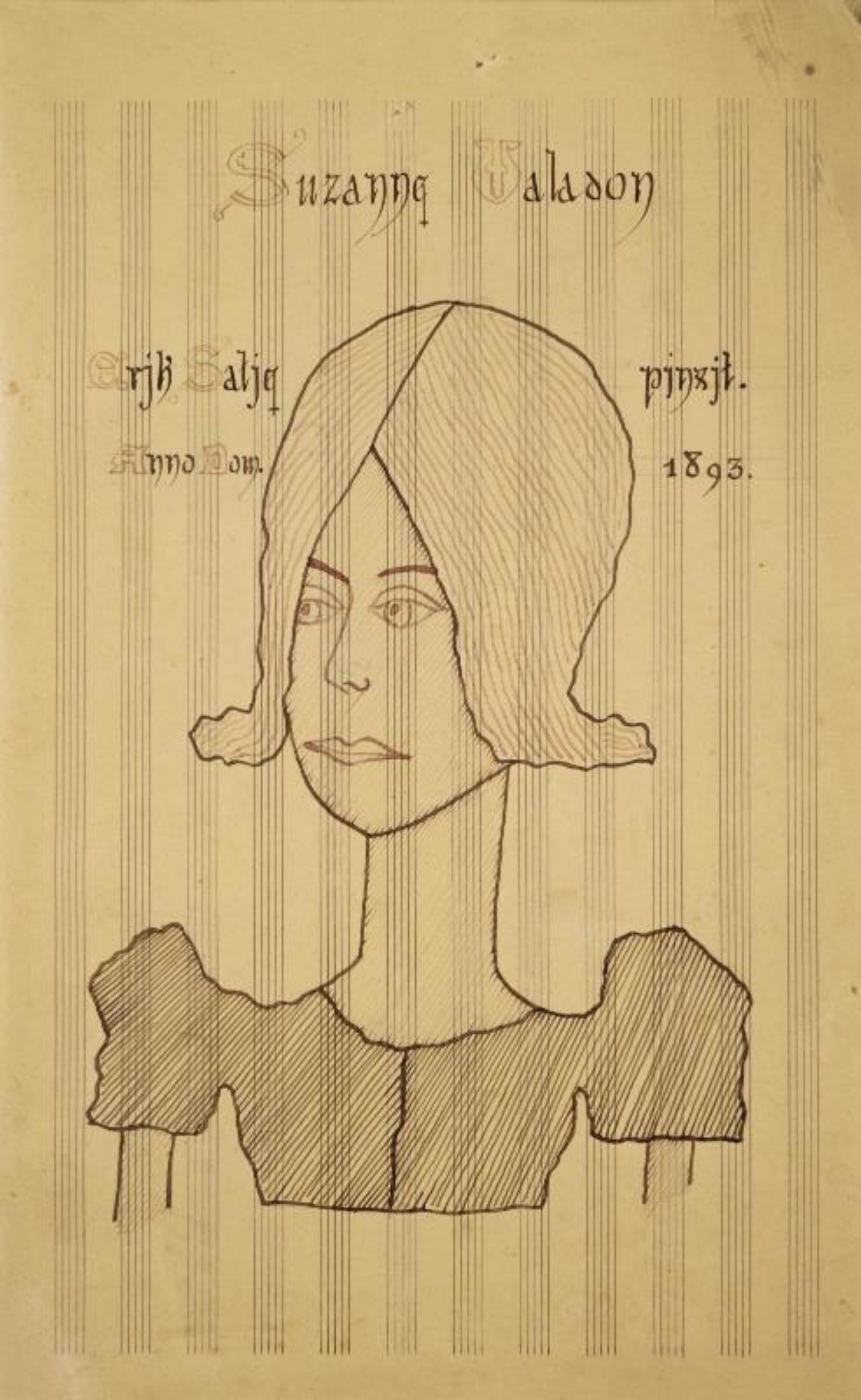
サティによるヴァラドンの肖像

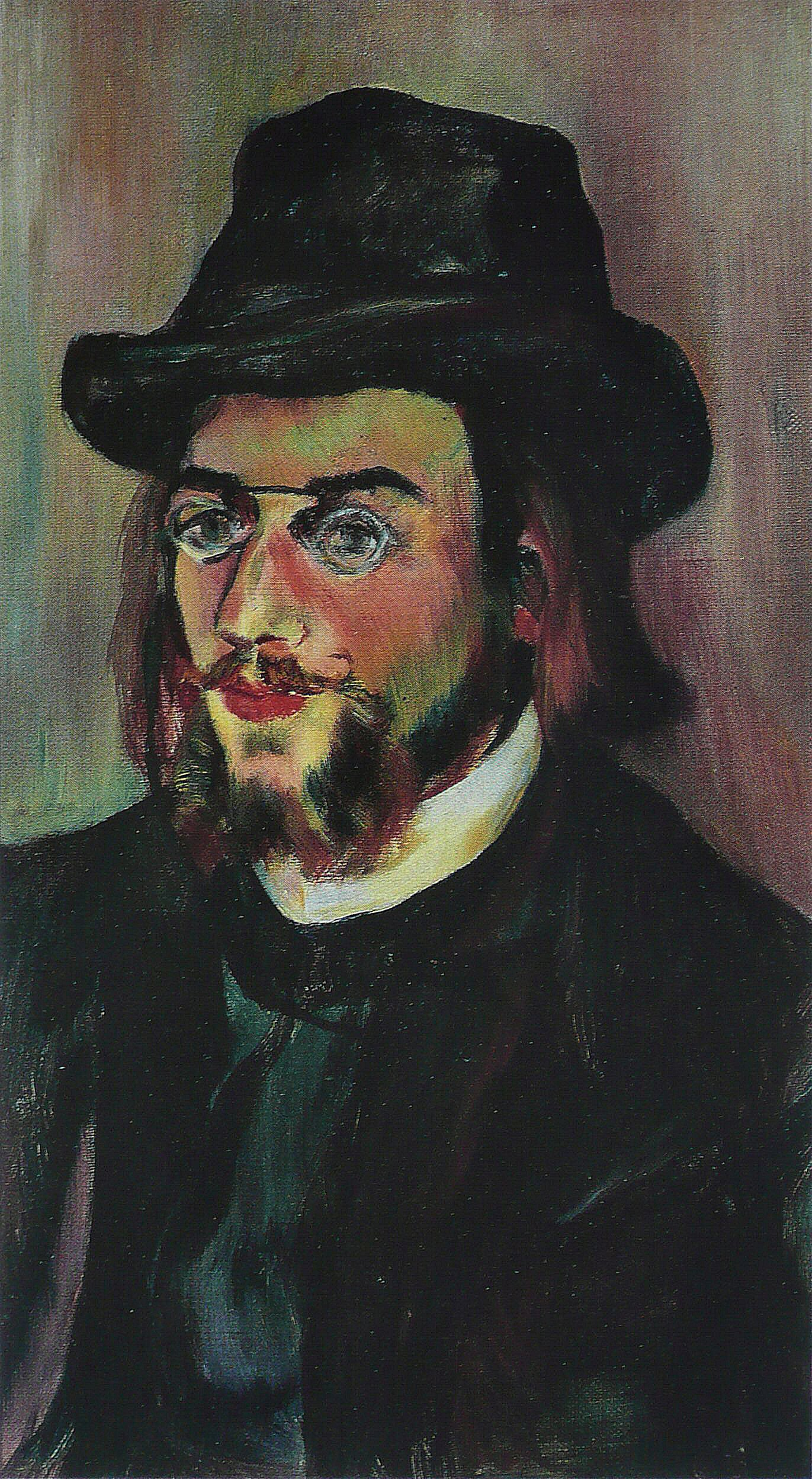
ヴァラドンによるサティの肖像

一方、ヴァラドンが1892年から93年にかけて描いた《エリック・サティの肖像》は、この音楽家の「最良の肖像として名高い」が、サティもまた、1893年に五線譜の上にイラスト風に描いたヴァラドンの肖像を遺している（国立近代美術館蔵）。彼は当時、初めて舞台にピアノを置くことを許可されたキャバレー「ル・シャ・ノワール」のピアニストであった。26歳のサティと28歳のヴァラドンの関係は6か月間だけの「短く激しい」ものであったが、この間、サティはヴァラドン宛に300通もの手紙を書いた。二人の関係が破局を迎えたときにサティが作曲したのが、「あらゆる泥酔者、破廉恥漢、放蕩者、ならず者、にせ者たちを憐れみて」、「受けた侮辱の許しが問題となるとき」を含む『ゴシック舞曲 ― 我が魂の大いなる静けさと堅固な平安のための9日間の祈祷崇拝と聖歌的協賛』であった。
ヴァラドンはサティの友人で裕福な資産家（銀行家）のポール・ムージスと付き合い始めた。

### 画家ヴァラドン

#### 国民美術協会 - ドガに師事
ヴァラドンは1894年に（1861年に設立され、活動を中断した後）シャヴァンヌ、オーギュスト・ロダン、カロリュス＝デュランによって1890年に再結成された国民美術協会の展覧会に出展した。シャヴァンヌには反対されたが、選考委員会の委員であった彫刻家のアルベール・バルトロメの支持を得て、出展が認められた。女性画家の出展は初めてのことであった。しかも、《孫息子の身づくろい》、《祖母と孫息子》を含む素描5点を出展し、初めて買い手がついた。美術品蒐集家でもあったエドガー・ドガである。ドガはヴァラドンを他の美術品蒐集家や、ロートレックの画商として知られるル・バルク・ド・ブートヴィル、画家のエミール・ベルナール、ピカソ、セザンヌ、ゴーギャン、印象派の画家の作品を多数買い上げた画商ポール・デュラン＝リュエルらに紹介し、自らヴァラドンに銅版画、特にソフトグラウンド・エッチングの技法、さらにはドライポイントや油彩の技法も指導した。1895年にドガの紹介により、画商アンブロワーズ・ヴォラールの画廊で初めての個展が行われた。

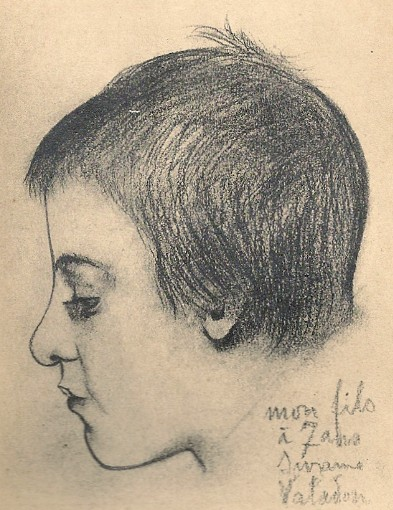
ヴァラドンによるユトリロ7歳の肖像

1896年にポール・ムージスと結婚し、コルトー通り12番地に居を構えた。100メートル程度の小路であり、数メートル離れた6番地は1890年からサティが住んでいた（サティは1898年に越すことになる）。また、12番地は現在、モンマルトル美術館がある地所であり、一家はここに1905年まで住むことになるが、後にヴァラドンがムージスと離婚してユトリロの友人で21歳年下のアンドレ・ユッテルと再婚した後、この場所に再び移り住むことになる（2014年にこのアトリエが復元され、モンマルトル美術館の一部として一般に公開された）。ムージスはまた、パリ近郊のモンマニー（ヴァル＝ドワーズ県）にも邸宅を構えていたため、一家はモンマルトルとモンマニーを行き来していた。
ムージスの経済的支援により、ヴァラドンは制作に専念することができた。ユトリロは祖母マドレーヌが住むパリ近郊のピエールフィット（現セーヌ＝サン＝ドニ県）のモラン寄宿学校に預けられ、オーベルヴィリエで初等教育の修了証書を受けた。だが、すでに10代からアルコール依存症になり、サン＝タンヌ精神病院に入院した。退院後にモンマニーの邸宅に移り住んだユトリロにヴァラドンは絵を描かせた。少しでもアルコールから気を逸らせたいと思ったからである。ユトリロは《モンマニーの3本の通り》、《モンマニーのティユール大通り》などを制作した。「白の時代」より前のこの時期の印象派の絵は「モンマニーの時代」と呼ばれることがある。

#### アンドレ・ユッテルとの出会い

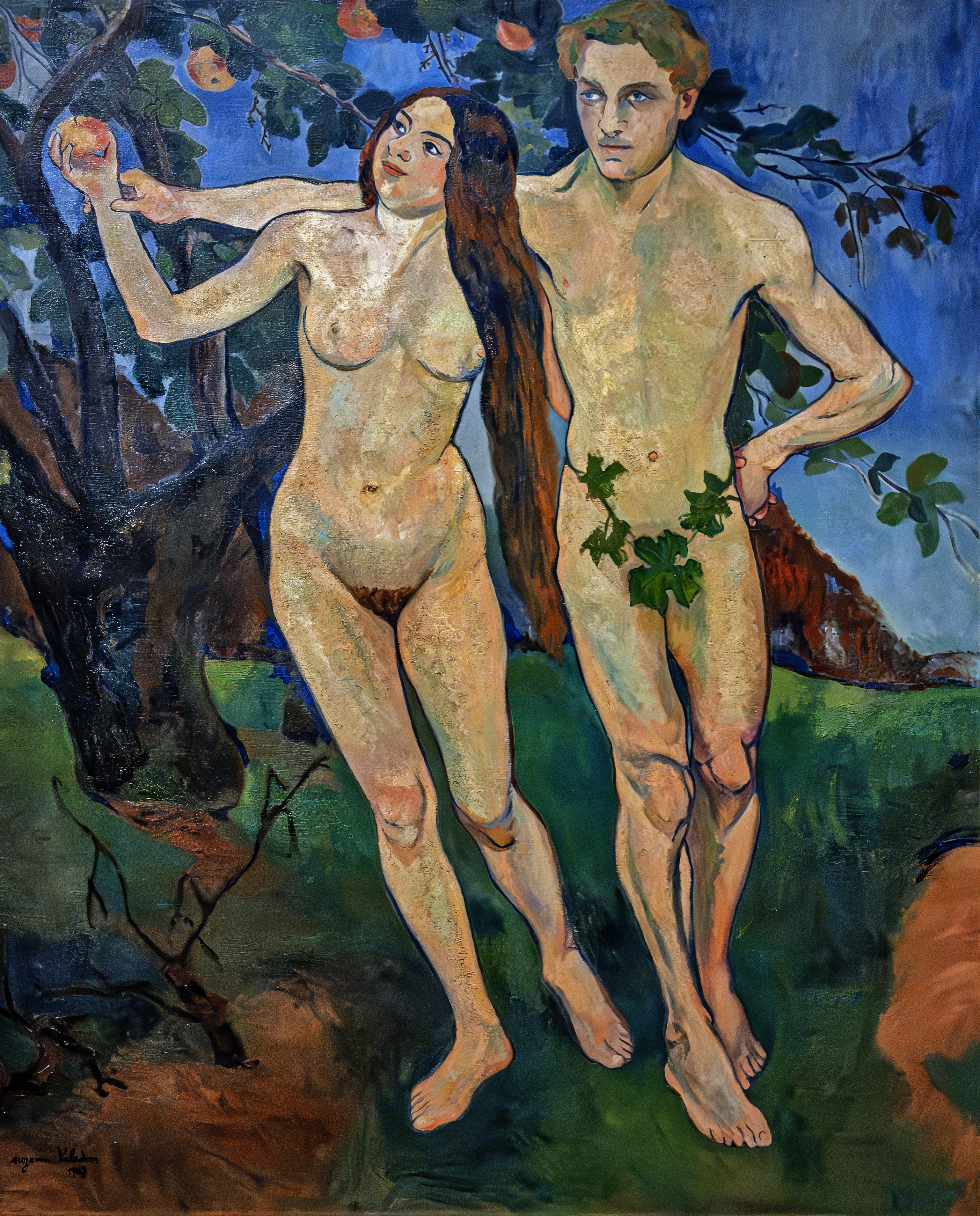
ヴァラドン作《アダムとイヴ》

ヴァラドンが画家のアンドレ・ユッテルと出会ったのはこの頃である。もともと実業家のムージスと芸術家のヴァラドンはそりが合わず、ユトリロとムーリスの不和も相俟って、夫婦間の諍いが絶えなかったが、そのような時期に出会ったユッテルは、ヴァラドンに新たなインスピレーションを与える存在であった。ヴァラドンはユッテルをモデルに素描や油彩を次々と描いた。国立美術学校が女性の入学を認めたのは1897年のことであり、しかも、入学が認められた後も女性の画学生は裸体モデルのデッサンが禁じられているなど多くの制約があったため、女性画家が女性の裸体を描くこと自体が例外的であり、したがって、女性が男性の裸体を描くことは、それだけで先駆的なことであった。ユッテルをモデルに描いた作品のうち、代表作は1909年制作の《アダムとイヴ》と1914年制作の《網を打つ人》であり（いずれも国立近代美術館蔵）、これらに描かれる裸の男性は「律動的な力に満ちた男性像」である。《アダムとイヴ》は1920年のサロン・ドートンヌに出展された作品である。当初はアダムの男性器が描かれていたが、サロン・ドートンヌに出展する前に、「おそらくは主催者側の要求により」性器を隠すためにイチジクの葉を描いた。この絵はまた、伝統的な絵画におけるアダムとイヴの表象に不可欠であった蛇が描かれていず、特にヴァラドン自身をモデルとするイヴは解放的でのびやかに描かれており、女性画家としてだけでなく、絵画の伝統に対しても、タブーを破る作品である。
ヴァラドンはムージスに離婚を申し立て、18区アンパス・ド・ゲルマ（現ヴィラ・ド・ゲルマ）でユッテルと同棲を始め、1911年に離婚が成立した。離婚を申し立てたのはヴァラドンであったが、コルトー通り12番地の地所を所有することは認められたため、1912年にユトリロ、ユッテル、母マドレーヌとともにここに越し、1914年にユッテルと再婚した。マドレーヌはここで1915年に死去した。ユッテルとの関係は、1926年に別居し、ヴァラドンとユトリロがジュノー通りに越すまで続く（ユッテルは1948年に死去するまでコルトー通り12番地に住んでいた）。

#### 「父」のいない家族の肖像

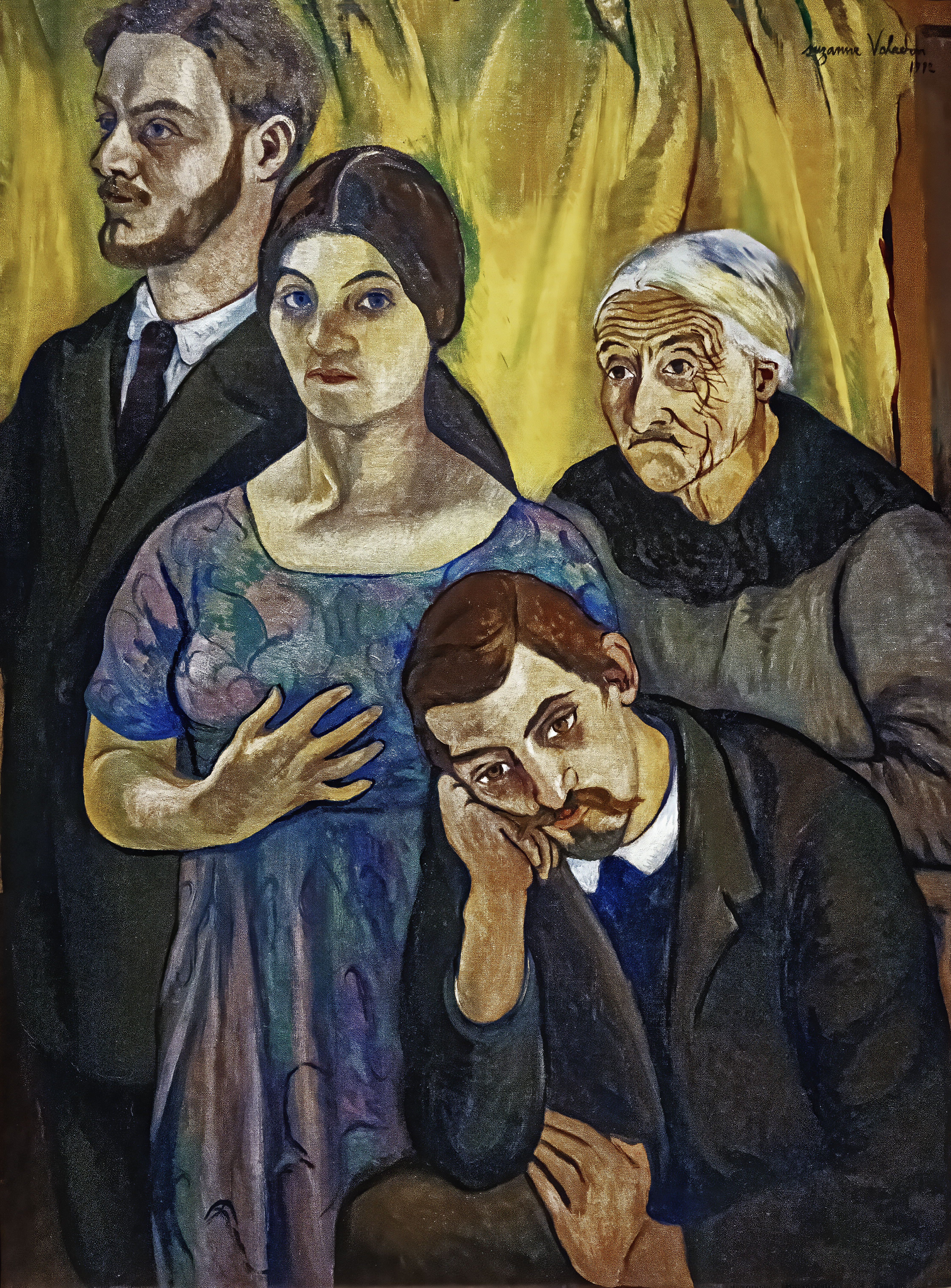
ヴァラドン作《家族の肖像》

1912年、ユトリロ、ユッテル、マドレーヌ、そしてヴァラドン自身を描いた《家族の肖像》（オルセー美術館蔵）を制作した。家族像とはいえ、4人は視線を交わすことなく、それぞれ異なった方向を向いている。正面を向いているのはヴァラドンで、ユトリロは頬杖をついて暗い表情である。家族を理想化するのとは逆に、それぞれが異なる歴史を生きた個人の群像であり、にもかかわらず「濃厚な家族の関係性」を漂わせる作品である。1910年制作の《祖母と孫息子》にも同様の雰囲気がある。若桑みどりはこの作品を「彼女（ヴァラドン）の最大の傑作」であり、「完璧で非の打ちどころのない」構図であると評価し、「悲哀と労働の人生を送ってきた」老婆マドレーヌと、彼女を「いたわるようにその膝に手をかけている」老いた犬、そして「一人の孤独な、とぎすまされた魂をもつ男」ユトリロを描いた作品であり、「〈法律〉であり、〈権威〉であり、ときには〈道徳〉でさえある …〈父〉なるものを完全に欠いた聖家族の肖像」であると絶賛している。
とはいえ、母ヴァラドンに深い愛を抱いていたユトリロは彼女が友人ユッテルの愛人になったことに嫉妬し、精神的痛手を受けていた。3人の共同生活は互いに激しい愛を抱きながら葛藤に満ちた生活であり、モンマルトルで「地獄の3人組」、「呪われた3人組」として知られることになった。一方で、こうした葛藤や激情がそれぞれの画家の創造の源泉となり、制作において最も実り多い時期となった。
1914年7月に第一次世界大戦が勃発。ユッテルは1914年に9月1日にヴァラドンと正式に結婚した後、9月30日に志願兵として出征した。
ヴァラドンはアンデパンタン展、サロン・ドートンヌなど大規模な展覧会に次々と出展し、ユトリロも1910年代に入ると美術評論家のエリー・フォールやオクターヴ・ミルボー、フランシス・ジュールダンらに評価されるようになり、1913年にウジェーヌ・ブロ画廊で最初の個展が行われた。このような画家二人とともに暮らし、「家長役を担わされた」ユッテルは、「家族」を養うために、画商との交渉役を引き受けた。1923年にはコルトー通りのアトリエとは別に、中東部アン県（オーヴェルニュ＝ローヌ＝アルプ地域圏）のサン＝ベルナールにアトリエを構えた。この地でヴァラドンは、サン＝ベルナール城やサン＝ベルナール教会などの風景画を制作している。後期にかけての彼女の作品にはゴッホ、ゴーギャン、マティスの影響が色濃く、かつての前衛性は影を潜めるが、画題として静物画を多く描いたのも晩年である。
1926年にユッテルと別居し、ジュノー通りに越すことができたのはベルネーム＝ジューヌ画廊の支援によって、ここにユトリロ名義で住宅を購入することができたからだとされる。1930年代にはフランス政府がヴァラドンの重要な作品を多数買い上げた。これらは現在、国立近代美術館が所蔵し、その一部は他の国立美術館に展示されている。
1935年、51歳のユトリロはヴァラドンの勧めで、彼女の旧友の資産家の未亡人リュシー・ヴァロール・ポーウェルと結婚した。高齢になったヴァラドンはユトリロより12歳年上のこの女性にユトリロの世話を任せたいと思ったのである。《リュシー・ヴァロールの肖像》を描いた1937年の翌1938年4月7日、ヴァラドンは脳溢血のために72歳で死去し、サン＝トゥアン墓地（Cimetière parisien de Saint-Ouen）に埋葬された。

## 作品

### 先駆性・画風
上述のように、ヴァラドンは女性画家が多くの制約を受けていた時代に、特に裸体画、それも女性だけでなく男性の裸体画を描いた先駆的な女性画家である。先駆的という意味では少し前のベルト・モリゾ（1841-1895）やメアリー・カサット（1844-1926）と並び称されることがあるが、裕福な家庭に育ったモリゾやカサットと異なり、労働者階級の出身で正規の美術教育を受けていなかったヴァラドンは、むしろそのために伝統的・保守的な画壇とは無縁に、裸体表現を含む自由な独自の画風を切り開くことができた。
女性画家として初めて国民美術協会の展覧会への出展が認められ、アンデパンタン展、サロン・ドートンヌなど大規模な展覧会に出展するなど、生前にある程度の名声を得た画家であったが、再評価が始まったのはフェミニズム・アートの紹介や研究が始まった1970年代以降のことである。日本では若桑みどりが1985年発表の『女性画家列伝』の第一章を「底辺の人間性」と題して、一人の画家、一人の女性としてのヴァラドンを論じている（上述）。
力強い線や鮮明な色彩を特徴とするヴァラドンの画風は、野獣派的・表現主義的であり、印象派、むしろポスト印象派の画家とされることが多い。
近年はユトリロを通して再評価が進んでおり、2015年には日本でも個展が開かれている。

### 主な作品一覧
以下の情報は、各美術館のサイト、2015年に日本で開催された「ユトリロとヴァラドン 母と子の物語 ― スュザンヌ・ヴァラドン生誕150年」の出展作品一覧、および "Web Gallery of Impressionists" の情報の検証に基づくものである。

#### 国立近代美術館（ポンピドゥー・センター）蔵
フランス政府が買い取った作品のほか、個人から寄贈・遺贈された作品を含む。一部は他の国立美術館蔵である。
| 邦題（試訳）                                   | 原題                                                         | 年       | 画材（寸法）                                     |
| ---------------------------------------------- | ------------------------------------------------------------ | -------- | ------------------------------------------------ |
| 《自画像》                                     | Autoportrait                                                 | 1883     | 鉛筆・木炭・パステル（43.5 x 30.5 cm）           |
| 《画家の母の肖像》                             | Portrait de la mère de l'artiste                             | 1883     | 木炭・紅殻チョーク・白チョーク（35.2 x 29.5 cm） |
| 《子どものユトリロ》                           | Utrillo enfant                                               | 1886     | 紅殻チョーク（34.3 x 29 cm）                     |
| 《ポール・ムージスと犬》                       | Paul Mousis et son chien                                     | 1891     | 鉛筆（23.4 x 16.7 cm）                           |
| 《編み物をする若い女》                         | Jeune fille faisant du crochet                               | 1892     | 油彩（46 x 38 cm）                               |
| 《座る裸のユトリロと坐る彼の祖母》             | Utrillo nu et sa grand-mère assis                            | 1892     | 鉛筆（21.7 x 27.9 cm）                           |
| 《読書するポール・ムージス》                   | Paul Mousis lisant                                           | 1892     | 木炭・鉛筆（27 x 22.9 cm）                       |
| 《祖母に身体を拭いてもらうユトリロ》           | Utrillo essuyé par sa grand-mère                             | 1892     | 鉛筆（23 x 19.8 cm）                             |
| 《ベルナール・ルメールの母の肖像》             | Portrait de la mère de Bernard Lemaire                       | 1892 -93 | 油彩（17.3 x 11.9 cm）                           |
| 《ベルナール・ルメール》                       | Bernard Lemaire                                              | 1892-93  | 油彩（35 x 27 cm）                               |
| 《エリック・サティの肖像》                     | Portrait d'Erik Satie                                        | 1892-93  | 油彩（41 x 22 cm）                               |
| 《裸で座る少女》                               | Fillette nue assise                                          | 1894     | 木炭・白のグワッシュ（22.7 x 28.9 cm）           |
| 《身体を伸ばす裸婦》                           | Femme nue étendue                                            | 1895     | リトグラフ（23 x 17 cm）                         |
| 《スカートを留めながら半裸で立つ女》           | Femme à demi-nue, debout, fixant sa jupe                     | 1895     | リトグラフ（33.5 x 18 cm）                       |
| 《長椅子に座る裸のユトリロ》                   | Utrillo nu assis sur un divan                                | 1895     | 木炭（19.2 x 20.1 cm）                           |
| 《裸の子どものユトリロ》                       | Utrillo enfant nu                                            | 1895     | 木炭（26.3 x 14.6 cm）                           |
| 《老女と裸の少女》                             | Vieille femme et fillette nue                                | 1896     | 紅殻チョーク（33.5 x 25.2 cm）                   |
| 《二人の裸婦》                                 | Deux nus                                                     | 1897     | 木炭（48 x 55.7 cm）                             |
| 《椅子に座る若いユトリロ》                     | Utrillo adolescent à la chaise                               | 1900     | 紅殻チョーク（32.5 x 15.2 cm）                   |
| 《自画像》                                     | Autoportrait                                                 | 1903     | 紅殻チョーク（27.4 x 25.5 cm）                   |
| 《座る裸婦》                                   | Nu assis                                                     | 1908     | 木炭・パステル（53.5 x 47.8 cm）                 |
| 《アダムとイヴ》                               | Adam et Eve                                                  | 1909     | 油彩（162 x 131 cm）                             |
| 《二人の人物（入浴後）》                       | Deux figures (Après le bain)                                 | 1909     | 油彩（101 x 82 cm）                              |
| 《浴槽から出る裸婦》                           | Nu sortant du bain                                           | 1909     | 紅殻チョーク・白チョーク（25.5 x 19.8 cm）       |
| 《裸のユッテル》                               | Utter nu                                                     | 1909     | 木炭・鉛筆（30.1 x 16.1 cm）                     |
| 《祖母と孫息子（ユトリロ、彼の祖母、犬）》     | Grand-mère et petit-fils (Utrillo sa grand-mère et un chien) | 1910     | 油彩（70 x 50 cm）                               |
| 《マルト・ジリュー》                           | Marthe Girieud                                               | 1910     | 木炭（28.9 x 21cm）                              |
| 《腕を伸ばして座る裸の男（背後から）》         | Nu assis de dos tendant le bras                              | 1910-15  | 鉛筆・青インク（24.3 x 19.4 cm）                 |
| 《物思いにふけるユトリロ》                     | Utrillo pensif                                               | 1911     | 木炭（42.5 x 37.5 cm）                           |
| 《ユッテルの横顔》                             | Utter de profil                                              | 1911     | 鉛筆（28.5 x 23.5 cm）                           |
| 《裸のユッテルの横からの像》                   | Utter nu de profil                                           | 1911     | 木炭（33 x 15.2 cm）                             |
| 《ユッテルの斜めの像》                         | Utter de trois-quarts                                        | 1911-12  | 木炭（29 x 21.5 cm）                             |
| 《画家の母》                                   | La mère de l'artiste                                         | 1912     | 油彩（82 x 62 cm）                               |
| 《家族の肖像》                                 | Portrait de famille                                          | 1912     | 油彩（97 x 73 cm）オルセー美術館                 |
| 《女仕立屋》                                   | La Couturière                                                | 1914     | 油彩（80 x 65 cm）オルセー美術館                 |
| 《網を打つ人》                                 | Le Lancement du filet                                        | 1914     | 油彩（201 x 301 cm）                             |
| 《鏡に向かう裸婦（身づくろい）》               | Nus au miroir (La toilette)                                  | 1914     | 木炭・パステル（51.5 x 37.5 cm）                 |
| 《モーリシア・コキオの肖像》                   | Portrait de Mauricia Coquiot                                 | 1915     | 油彩（93 x 73 cm）                               |
| 《コルトー通りの庭から見たサクレ＝クール寺院》 | Le Sacré-Coeur vu du jardin de la rue Cortot                 | 1916     | 油彩（65 x 54 cm）                               |
| 《ベルヴィル＝シュル＝ソーヌ》                 | Belleville-sur-Saône                                         | 1917     | 紅殻チョーク（21.5 x 28.1 cm）                   |
| 《黒いヴィーナス》                             | Vénus noire                                                  | 1919     | 油彩（160 x 97 cm）                              |
| 《ユッテルの家族》                             | La famille Utter                                             | 1921     | 油彩（95 x 135 cm）                              |
| 《カルス夫人》                                 | Mme Kars                                                     | 1922     | 油彩（73.5 x 54 cm）                             |
| 《レヴィ夫人》                                 | Mme Lévy                                                     | 1922     | 油彩（92 x 73 cm）                               |
| 《チャールズ・ウェイクフィールド＝モリの肖像》 | Portrait de Charles Wakefield-Mori                           | 1922     | 油彩（68 x 55 cm）                               |
| 《リリー・ワトソン嬢の肖像》                   | Portrait de Miss Lily Walton                                 | 1922     | 油彩（100 x 81 cm）                              |
| 《青い寝室》                                   | La Chambre bleue                                             | 1923     | 油彩（90 x 116 cm）                              |
| 《セガラス城（庭園内の城）》                   | Le château de Ségalas (Maison dans un jardin)                | 1923     | 油彩（73 x 100 cm）                              |
| 《ユトリロの正面像》                           | Utrillo de face                                              | 1925     | 木炭（20.3 x 14.1 cm）                           |
| 《ユトリロの斜めの像》                         | Utrillo de trois-quarts                                      | 1925     | 木炭（20.4 x 13.9 cm）                           |
| 《パレットを持つ裸婦》                         | Nu à la palette                                              | 1927     | 木炭（64 x 45 cm）                               |
| 《薔薇、アイリス、グラジオラスの花束》         | Bouquet de roses, iris et glaïeuls                           | 1928     | 油彩（92 x 73 cm）                               |
| 《花》                                         | Fleurs                                                       | 1929     | 油彩（61 x 50 cm）アノンシアード美術館           |
| 《サン＝ベルナール教会》                       | L'église de Saint-Bernard                                    | 1929     | 油彩                                             |
| 《鴨》                                         | Le canard                                                    | 1930     | 油彩（73 x 60 cm）                               |
| 《ロベール・ル・マール博士》                   | Le docteur Robert Le Masle                                   | 1930     | 油彩（100 x 81 cm）                              |
| 《サン＝ベルナール城》                         | Le château de Saint-Bernard                                  | 1930     | 木炭（18 x 21 cm）                               |
| 《花束》                                       | Bouquet de fleurs                                            | 1930     | 油彩（73 x 54 cm）                               |
| 《薔薇の花束》                                 | Bouquet de roses                                             | 1936     | 油彩（29.5 x 21 cm）                             |

その他、国立近代美術館が所蔵する20枚以上の版画の原版には、裸婦や子どもが描かれているものが多い。

#### パリ市立近代美術館蔵
| 邦題（試訳）               | 原題                                     | 年   | 画材 |
| -------------------------- | ---------------------------------------- | ---- | ---- |
| 《裸婦》                   | Nu                                       | 1925 | 油彩 |
| 《織物と花束のある静物画》 | Nature morte à la draperie et au bouquet | 1924 | 油彩 |
| 《縞のベッドカバーと裸婦》 | Nu à la couverture rayée                 | 1922 | 油彩 |
| 《ヴァイオリンケース》     | La boîte à violon                        | 1923 | 油彩 |
| 《画架の前のユトリロ》     | Utrillo devant son chevalet              | 1919 | 油彩 |
| 《入浴する三人の裸婦》     | Trois baigneuses nues                    | 1935 | 素描 |
| 《母と子》                 | Mère et enfant                           | 1883 | 素描 |

#### 他の美術館蔵
| 邦題（試訳）                     | 原題                                 | 年   | 画材（寸法）                                                         |
| -------------------------------- | ------------------------------------ | ---- | -------------------------------------------------------------------- |
| 《サーカス》                     | The Circus                           | 1889 | 油彩（48.8 x 60 cm）クリーブランド美術館                             |
| 《身体を拭く女たち》             | Women drying herself                 | 1895 | エッチング（29.8 x 19.8 cm）国立西洋美術館                           |
| 《12歳のモーリス・ユトリロ》     | Maurice Utrillo à 12 ans             | 1896 | 紅殻チョーク・黒鉛（24.3 x 24.3 cm）ギャルリー・デ・モデルヌ（パリ） |
| 《自画像》                       | Self-Portrait                        | 1898 | 油彩（40 x 26.7 cm）ヒューストン美術館                               |
| 《入浴》                         | The Bath                             | 1905 | パステル・黒チョーク（68.5 x 54.8 cm）シカゴ美術館                   |
| 《入浴》                         | Le Bain                              | 1908 | パステル（60 x 49 cm）グルノーブル美術館                             |
| 《コントラバスを持つ女》         | Woman with a Double Bass             | 1909 | 油彩、プティ・パレ (ジュネーヴ)                                      |
| 《蛙》                           | The Frog                             | 1910 | パステル・油彩（58.4 x 49.5 cm）バーゼル市立美術館                   |
| 《生きる喜び》                   | Joy of Life                          | 1911 | 油彩（122.9 x 205.8 cm）メトロポリタン美術館                         |
| 《トランプで占う女》             | La tireuse de cartes                 | 1912 | 油彩（63 x 130 cm）プティ・パレ (ジュネーヴ)                         |
| 《マリー・コカと彼女の娘》       | Marie Coca et sa fille               | 1913 | 油彩（161 x 130 cm）リヨン美術館                                     |
| 《髪を結う裸婦》                 | Nude Doing Her Hair                  | 1916 | 油彩（104.77 x 75.25 cm）国立女性美術館                              |
| 《側転》                         | La roue                              | 1916 | 油彩（38 x 46 cm）モンマルトル美術館                                 |
| 《裸婦たち》                     | Nudes                                | 1919 | 油彩（45 x 31 cm）サンパウロ美術館                                   |
| 《帝政時代風の花瓶の花束》       | Bouquet of Flowers in an Empire Vase | 1920 | 油彩（73.02 x 54.61 cm）国立女性美術館                               |
| 《赤いソファの上の裸婦》         | Nu au canapé rouge                   | 1920 | 油彩、プティ・パレ（ジュネーヴ）                                     |
| 《モーリス・ユトリロの肖像》     | Portrait de Maurice Utrillo          | 1921 | 油彩（65.5 x 52 cm）ユトリロ・ヴァラドン美術館                       |
| 《捨てられた人形》               | The Abandoned Doll                   | 1921 | 油彩（129.54 x 81.28 m）国立女性美術館                               |
| 《ザマロン夫人の肖像》           | Portrait of Mme Zamaron              | 1922 | 油彩（81.5 x 65.6 cm）ニューヨーク近代美術館                         |
| 《入浴する女たち》               | Les baigneuses                       | 1923 | 油彩（89 x 117 cm）ナント美術館                                      |
| 《白いストッキングの女》         | Femme aux bas blancs                 | 1924 | 油彩、ナンシー美術館                                                 |
| 《自画像》                       | Autoportrait                         | 1927 | 油彩（62 x 50 cm）ユトリロ・ヴァラドン美術館                         |
| 《チューリップの花束》           | Bouquet de tulipes                   | 1927 | 油彩（65.4 x 50.2 cm）Galerie De Jonckheere                          |
| 《横たわる裸婦》                 | Reclining Nude                       | 1928 | 油彩（60 x 80.49 cm）メトロポリタン美術館                            |
| 《ライラックと芍薬》             | Lilacs and Peonies                   | 1928 | 油彩（100 x 81.3 cm）メトロポリタン美術館                            |
| 《春の花》                       | Spring Flowers                       | 1928 | 油彩（81 x 60 cm）コペンハーゲン国立美術館                           |
| 《花束》                         | Bouquet de fleurs                    | 1928 | 油彩、アルベール＝アンドレ美術館                                     |
| 《低い塀の上の少女》             | Girl on a Small Wall                 | 1930 | 油彩（91.44 x 73.66 cm）国立女性美術館                               |
| 《青い布を掛けた椅子に座る裸婦》 | Nu au châle bleu                     | 1930 | 油彩（8.85 x 7.75 cm）ウンターリンデン美術館                         |
| 《窓辺の若い女》                 | Young Girl in Front of a Window      | 1930 | 油彩、サンディエゴ美術館                                             |
| 《鴨の卵の入った籠》             | Basket of Duck Eggs                  | 1931 | 油彩、バーゼル市立美術館                                             |

#### 個人蔵
| 邦題（試訳）                                             | 原題                                                         | 年      | 画材（寸法）                   |
| -------------------------------------------------------- | ------------------------------------------------------------ | ------- | ------------------------------ |
| 《パイプをふかすミゲル・ウトリーリョ（ユトリロ）の肖像》 | Portrait de Miguel Utrillo fumant sa pipe                    | 1891    | 木炭（17.5 x 11 cm）           |
| 《脚を拭く裸のカトリーヌ》                               | Catherine nue s'essuyant la jambe                            | 1894    | 鉛筆（16 x 15 cm）             |
| 《裸のユトリロの身体を拭く祖母》                         | La Grand-mère essuyant Utrillo nu                            | 1894    | リトグラフ（37 x 27 cm）       |
| 《裸のユトリロの身体を拭く祖母》                         | La Grand-mère essuyant Utrillo nu                            | 1894    | リトグラフ（38 x 27.5 cm）     |
| 《裸で身体を拭くカトリーヌ》                             | Catherine nue s'essuyant                                     | 1895    | 銅版画（28.5 x 18 cm）         |
| 《自画像》                                               | Autoportrait                                                 | 1903    | 紅殻チョーク（30 x 23.5 cm）   |
| 《鏡の前の裸婦の背中》                                   | Nu de dos devant une glace                                   | 1904    | パステル（58.7 x 47.9 cm）     |
| 《身づくろい》                                           | La toilette                                                  | 1904-06 | 鉛筆（17 x 22 cm）             |
| 《ピエールフィットの風景》                               | Paysage à Pierrefitte                                        | 1906    | 油彩（46 x 54 cm）             |
| 《自慢の愛犬》                                           | Ma Fière                                                     | 1908    | 色鉛筆・パステル（13 x 18 cm） |
| 《肘掛け椅子に座るジュリエット》                         | Juliette assis au fauteuil                                   | 1909    | 油彩（55.4 x 45.5 cm）         |
| 《鏡の前の裸婦》                                         | Nude at the Mirror                                           | 1909    | 油彩                           |
| 《ベルゴデール教会、コルシカ島》                         | Église de Belgodère, Corse                                   | 1913    | 油彩（74 x 92 cm）             |
| 《身づくろいする女》                                     | Femme à la toilette                                          | 1913    | 油彩                           |
| 《横たわる犬 習作I》                                     | Chien couché-étude I                                         | 1913    | 木炭・色鉛筆（25.5 x 43 cm）   |
| 《横たわる犬 習作II》                                    | Chien couché-étude II                                        | 1913    | 木炭・色鉛筆（25.5 x 43 cm）   |
| 《花瓶の薔薇》                                           | Roses in a Vase                                              | 1914    | 油彩（38.5 x 26.5 cm）         |
| 《赤い織物の上に横たわる裸婦》                           | Nu allongé à la draperie rouge                               | 1914    | 油彩（50.6 x 66 cm）           |
| 《試着》                                                 | L'essayage                                                   | 1916    | 木炭・パステル（61 x 46.5 cm） |
| 《自画像》                                               | Autoportrait                                                 | 1916    | 油彩（43.10 x 34 cm）          |
| 《薔薇の花束、果物鉢の静物画》                           | Nature morte au bouquet de roses, compotiers de fruits       | 1917    | 油彩（46 x 55 cm）             |
| 《女性像》                                               | Portrait of a Woman                                          | 1917    | 油彩                           |
| 《ソファに横たわる女》                                   | Femme allongée sur un canapé                                 | 1917-18 | 油彩（65.4 x 92.7 cm）         |
| 《果物鉢のある静物画》                                   | Nature morte à la coupe de fruits                            | 1918    | 油彩（38.5 x 53 cm）           |
| 《田舎道》                                               | Une route à la campagne                                      | 1918    | 油彩（64.8 x 49.8 cm）         |
| 《イリニー教会》                                         | L'église d'Irigny                                            | 1918    | 油彩（62 x 50 cm）             |
| 《二匹の猫》                                             | Two cats                                                     | 1918    | 油彩                           |
| 《猫の習作》                                             | Study of a cat                                               | 1918    | 油彩                           |
| 《自画像》                                               | Self-Portrait                                                | 1918    | 油彩                           |
| 《モンコラン農場》                                       | Farm Montcorin                                               | 1918    | 油彩                           |
| 《花束の前の猫》                                         | Cat Lying in front of a Bouquet of Flowers                   | 1919    | 油彩（66.4 x 35 cm）           |
| 《花瓶に挿した1輪の薔薇》                                | Rose dans un vase                                            | 1919    | 油彩（35.4 x 27.3 cm）         |
| 《ヴィクトリーヌまたは嫉妬深い女》                       | Victorine ou La tigresse                                     | 1919    | 油彩（61.2 x 50.2 cm）         |
| 《織物を持つ裸婦》                                       | Nude Woman with Drapery                                      | 1919    | 油彩                           |
| 《裸婦の立像と猫》                                       | Nue debout et le chat                                        | 1919    | 油彩（61 x 50 cm）             |
| 《コルトー通り12番地、モンマルトル》                     | 12 rue Cortot, Montmartre                                    | 1919    | 油彩（92 x 73 cm）             |
| 《丸いテーブルの上の花瓶》                               | Vase de fleurs sur une table ronde                           | 1920    | 油彩（73.3 x 53 cm）           |
| 《花のある静物画》                                       | Nature morte aux fleurs                                      | 1920    | 油彩（65.1 x 54.5 cm）         |
| 《布の上に座る猫ラミヌー》                               | Raminou sitting on a cloth                                   | 1920    | 油彩                           |
| 《ソファに横たわる裸婦》                                 | Nude on the sofa                                             | 1920    | 油彩                           |
| 《ルイゾンと猫ラミヌー》                                 | Louison and Raminou                                          | 1920    | 油彩                           |
| 《帝政時代風のコーヒーポットに挿された花》               | Fleurs dans une cafetière Empire                             | 1920    | 油彩（61 x 50 cm）             |
| 《青いリボンのトルソー》                                 | Torse au ruban bleu                                          | 1921    | 油彩（52.4 x 45.7 cm）         |
| 《ジュネ（ブルターニュ）の私の窓からの眺め》             | View from My Window in Genêts (Brittany)                     | 1922    | 油彩（80.5 x 59.7 cm）         |
| 《草原の榛の木》                                         | L'Aulne dans la prairie                                      | 1922    | 油彩（64 x 54 cm）             |
| 《長椅子に座る裸婦》                                     | Nu assis sur un divan                                        | 1922    | 油彩（61 x 46 cm）             |
| 《豹皮の上に横たわる裸のカトリーヌ》                     | Catherine nue allongée sur une peau de panthère              | 1923    | 油彩（64.6 x 91.8 cm）         |
| 《サン＝ベルナール城の塔》                               | Tour du Château de Saint-Bernard                             | 1924    | 油彩（80.6 x 65 cm）           |
| 《チューリップと果物鉢のある静物画》                     | Nature morte aux tulipes et compotier de fruits              | 1924    | 油彩（80 x 60 cm）             |
| 《乳房を露わにした自画像》                               | Autoportrait aux seins dénudés                               | 1924    | 油彩（52.1 x 41.9 cm）         |
| 《テーブルの上の薔薇の花瓶》                             | Vase de roses sur un guéridon                                | 1925    | 鉛筆・油彩（60.6 x 49.8 cm）   |
| 《窓辺のジェルメーヌ・ユッテル》                         | Germaine Utter devant sa fenêtre                             | 1926    | 油彩（80.8 x 65 cm）           |
| 《花と果物が載ったテーブルの片隅》                       | Coin de table chargé de fleurs et de fruits                  | 1926    | 油彩（73 x 54.3 cm）           |
| 《サン＝ベルナールの窓の前の花束》                       | Bouquet de fleurs devant une fenêtre à Saint-Bernard         | 1926    | 油彩（52.7 x 38.1 cm）         |
| 《サン＝ベルナールの城のテラス（アン県）》               | La terrasse du château de Saint-Bernard (Ain)                | 1927    | 油彩（81 x 60 cm）             |
| 《アルビとミス》                                         | L'arbi et la misse                                           | 1927    | 油彩（32.7 x 44.5 cm）         |
| 《ソファに横たわる裸婦》                                 | Nude Reclining on a Sofa                                     | 1928    | 油彩                           |
| 《コルトー通りの庭》                                     | Le Jardin de la rue Cortot                                   | 1928    | 油彩（73 x 60.2 cm）           |
| 《身づくろいをする3人の女》                              | Trois femmes à sa toilette                                   | 1928    | リトグラフ（27 x 33 cm）       |
| 《浴女の習作》                                           | Esquisse pour les baigneuses                                 | 1928    | 油彩（40.5 x 33 cm）           |
| 《林檎の籠、花瓶、葡萄のある静物画》                     | Nature morte au panier de pommes, vase de fleurs, et raisins | 1928    | 油彩（60 x 50.2 cm）           |
| 《水晶の花瓶の花束》                                     | Bouquet dans un vase de crystal                              | 1928    | 油彩（81 x 65.2 cm）           |
| 《ベッドに腰掛ける裸婦》                                 | Nu assis au bord d'un lit                                    | 1929    | 油彩（64.8 x 54.3 cm）         |
| 《野兎と雉と林檎のある静物》                             | Nature morte au lièvre, faisant et pommes                    | 1930    | 油彩（73 x 92 cm）             |
| 《花瓶の中のリラの花束》                                 | Bouquet de Lilas dans un vase                                | 1930    | 油彩（81 x 65 cm）             |
| 《サン＝ベルナールの教会（アン県）》                     | Église de Saint-Bernard (Ain)                                | 1931    | 油彩（100 x 73 cm）            |
| 《猫ラミヌーと水差しのカーネーション》                   | Raminou et pichet d'oeillets                                 | 1932    | 油彩（51.4 x 62.8 cm）         |
| 《ハンモックに横たわる女》                               | Femme dans un hamac                                          | 1932    | 油彩（81.5 x 100.3 cm）        |
| 《花瓶に挿した1輪の薔薇》                                | Rose dans un vase                                            | 1932    | 油彩（32.8 x 24.3 cm）         |
| 《小さなテーブルの上の花束》                             | Bouquet de fleurs sur une petite table                       | 1932    | 油彩（65.2 x 54.1 cm）         |
| 《花と果物のある静物画》                                 | Nature morte aux fleurs et fruits                            | 1932    | 油彩（92 x 73 cm）             |
| 《アンドレ・ユッテルと彼の犬》                           | André Utter and His Dogs                                     | 1932    | 油彩                           |
| 《卵の入った籠》                                         | Panier aux œufs                                              | 1932    | 油彩（26.3 x 34.8 cm）         |
| 《ポール・ペトリデスの肖像》                             | Portrait de Paul Pétridès                                    | 1934    | 油彩（41.5 x 33 cm）           |
| 《水晶の花瓶の花束》                                     | Bouquet de fleurs dans un vase de cristal                    | 1934    | 油彩（73 x 60 cm）             |
| 《自画像》                                               | Autoportrait                                                 | 1934    | 油彩（41.3 x 33 cm）           |
| 《ジュヌヴィエーヴ・カマックス＝ゾエガーの肖像》         | Portrait de Mme. Geneviève Camax-Zoegger                     | 1936    | 油彩（55 x 46 cm）             |
| 《花》                                                   | Fleurs                                                       | 1936    | 油彩（33 x 24 cm）             |
| 《リュシー・ヴァロールの肖像》                           | Portrait de Lucie Valore                                     | 1936    | 油彩（56 x 46 cm）             |

ヴァラドン作の絵画
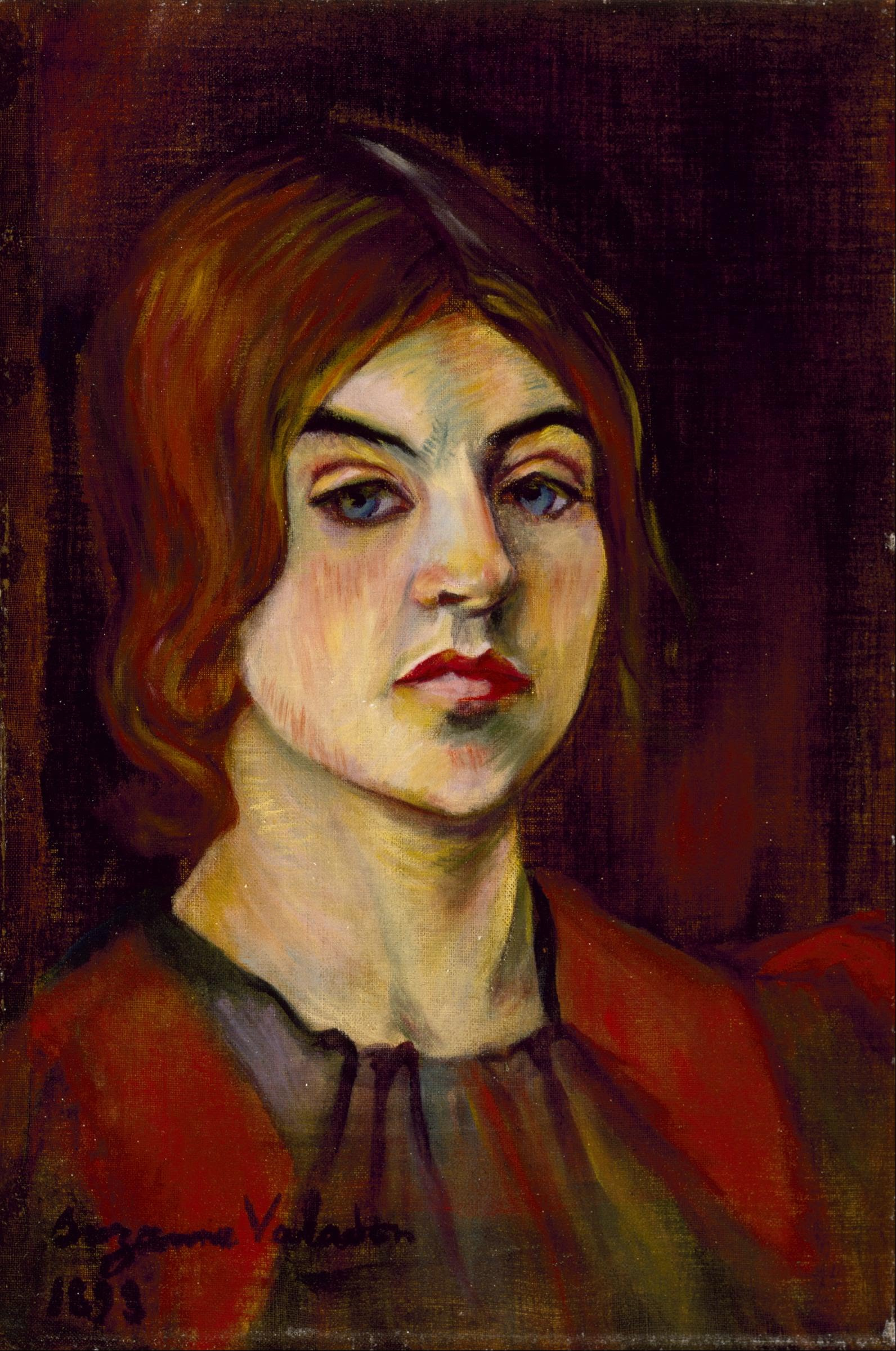
《自画像》(1898)
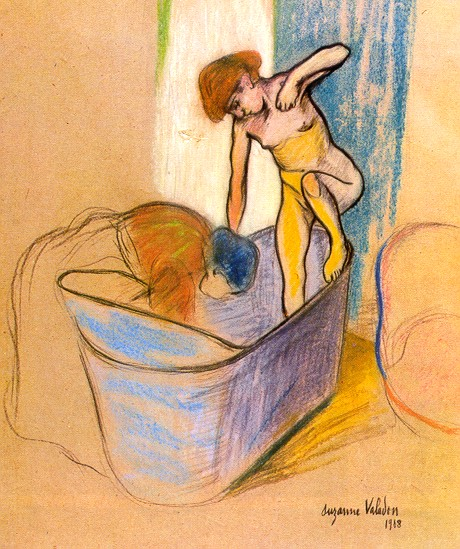
《入浴》(1908)
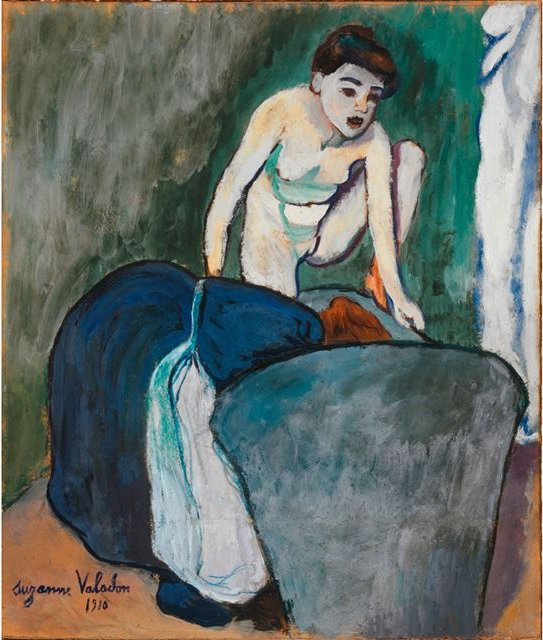
《蛙》(1910)
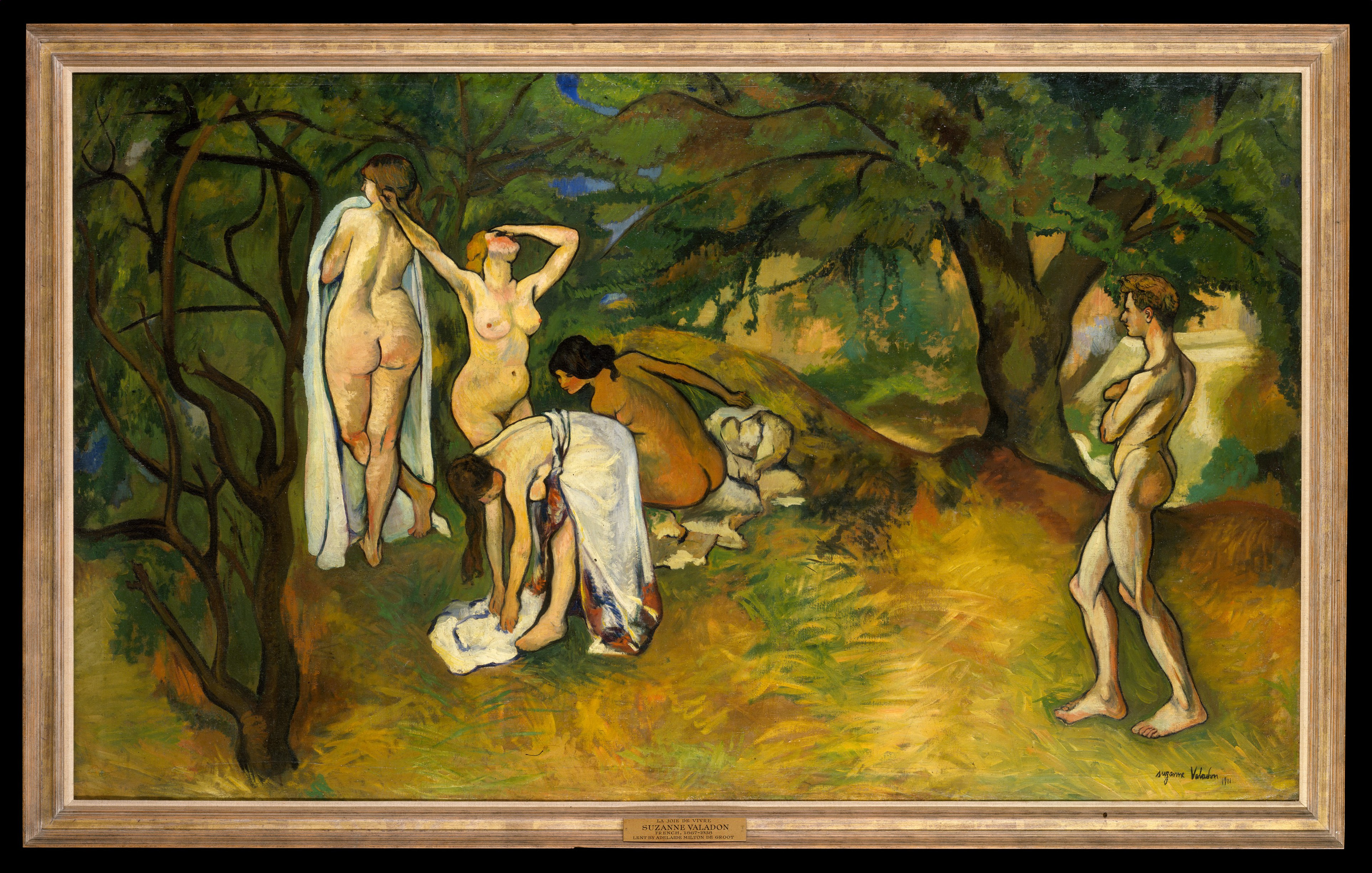
《生きる喜び》(1911)
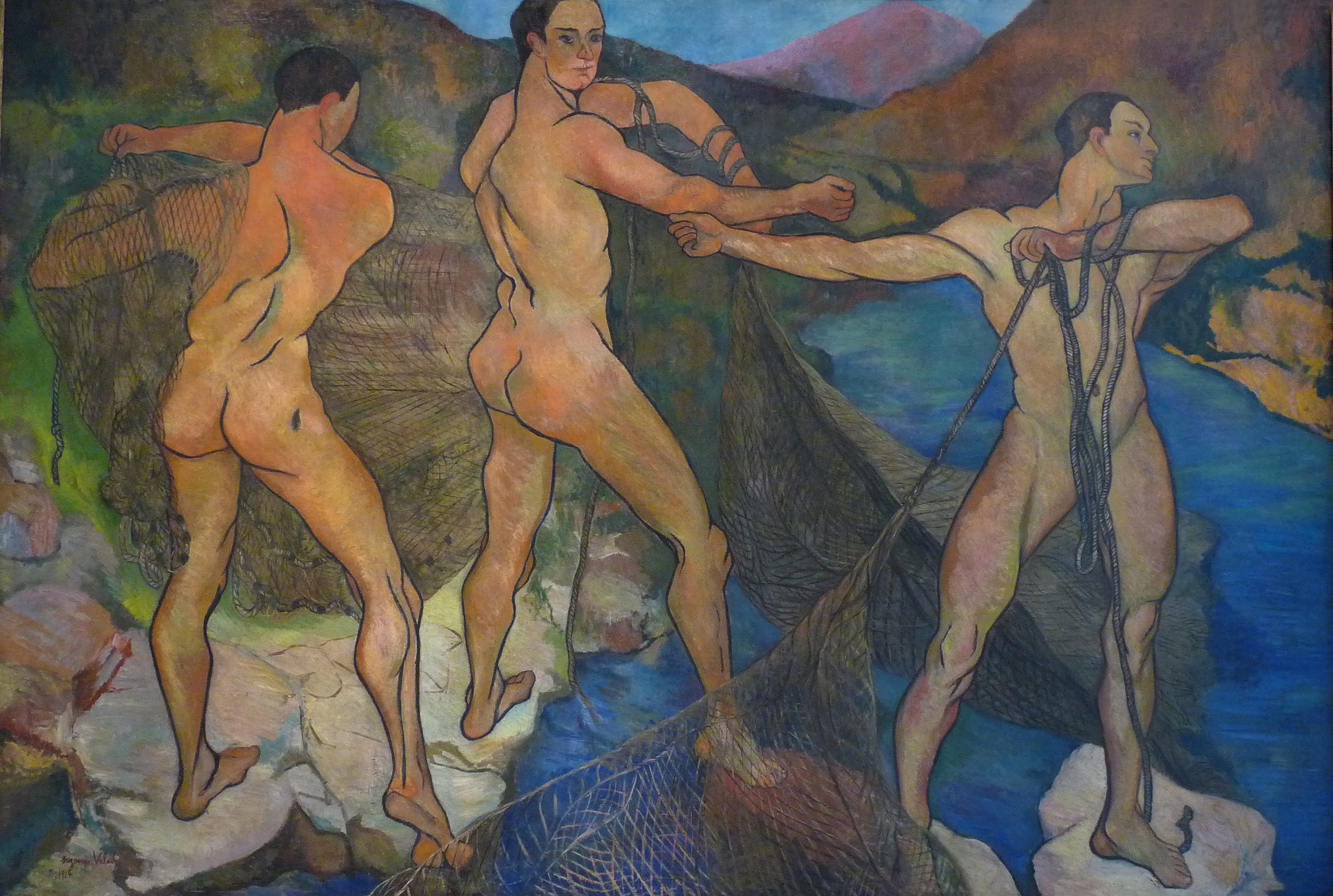
《網を打つ人》(1914)
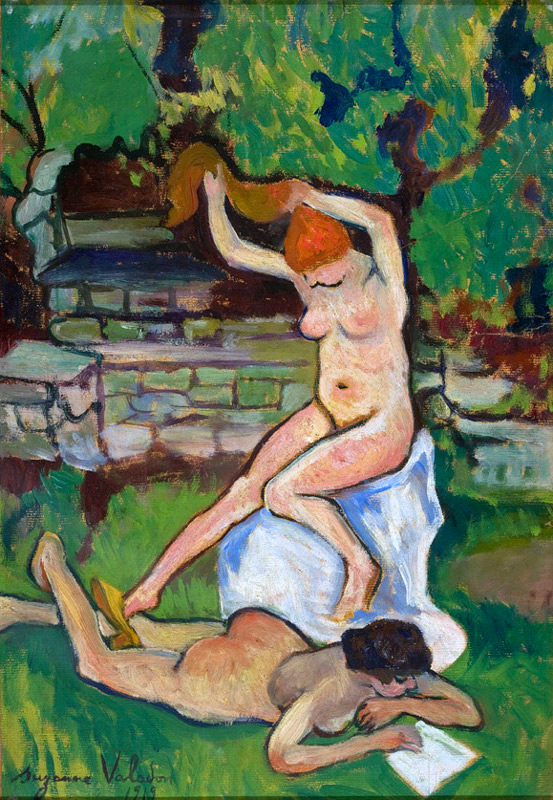
《裸婦たち》（1919）
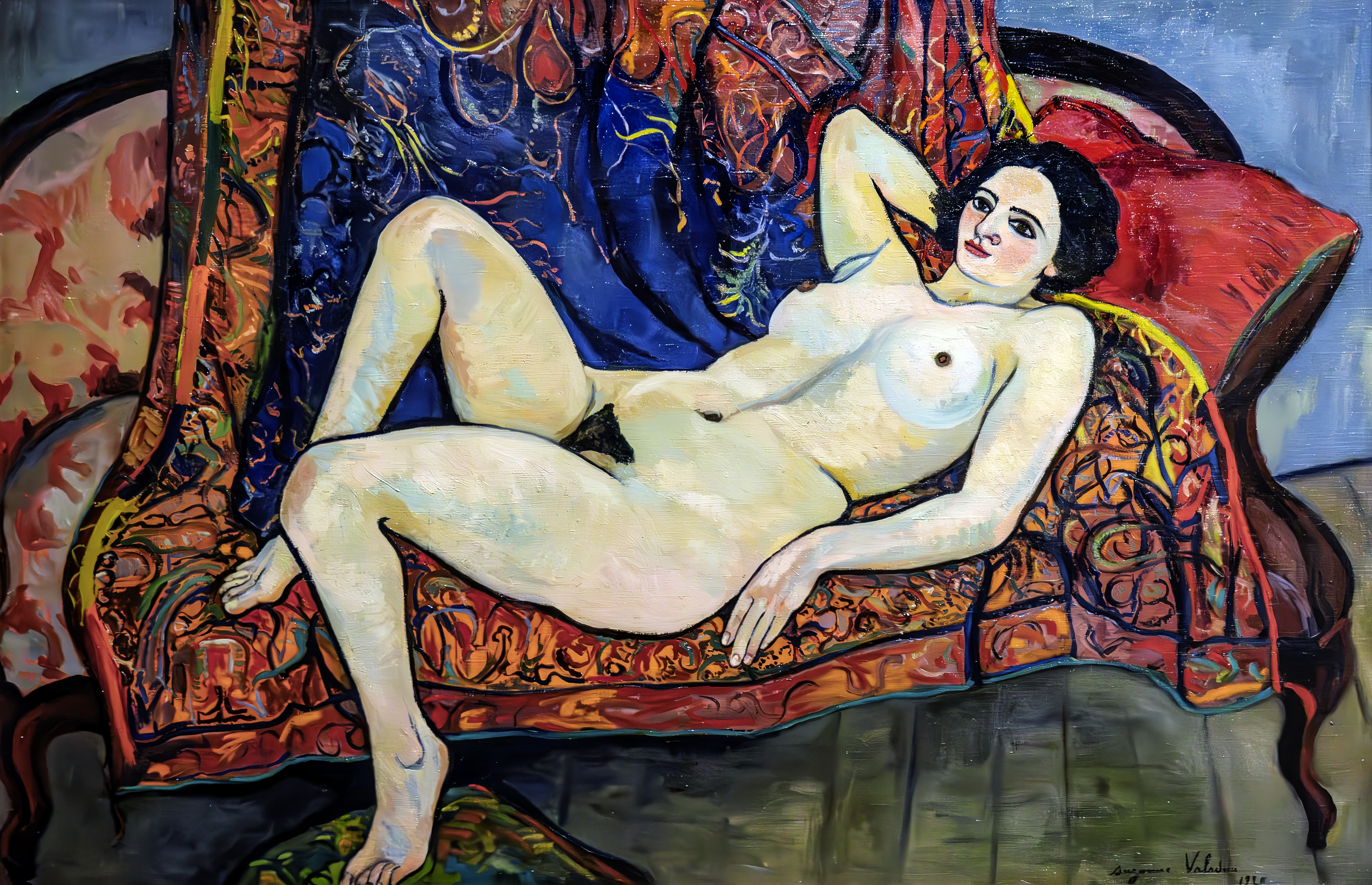
《赤いソファの上の裸婦》(1920)
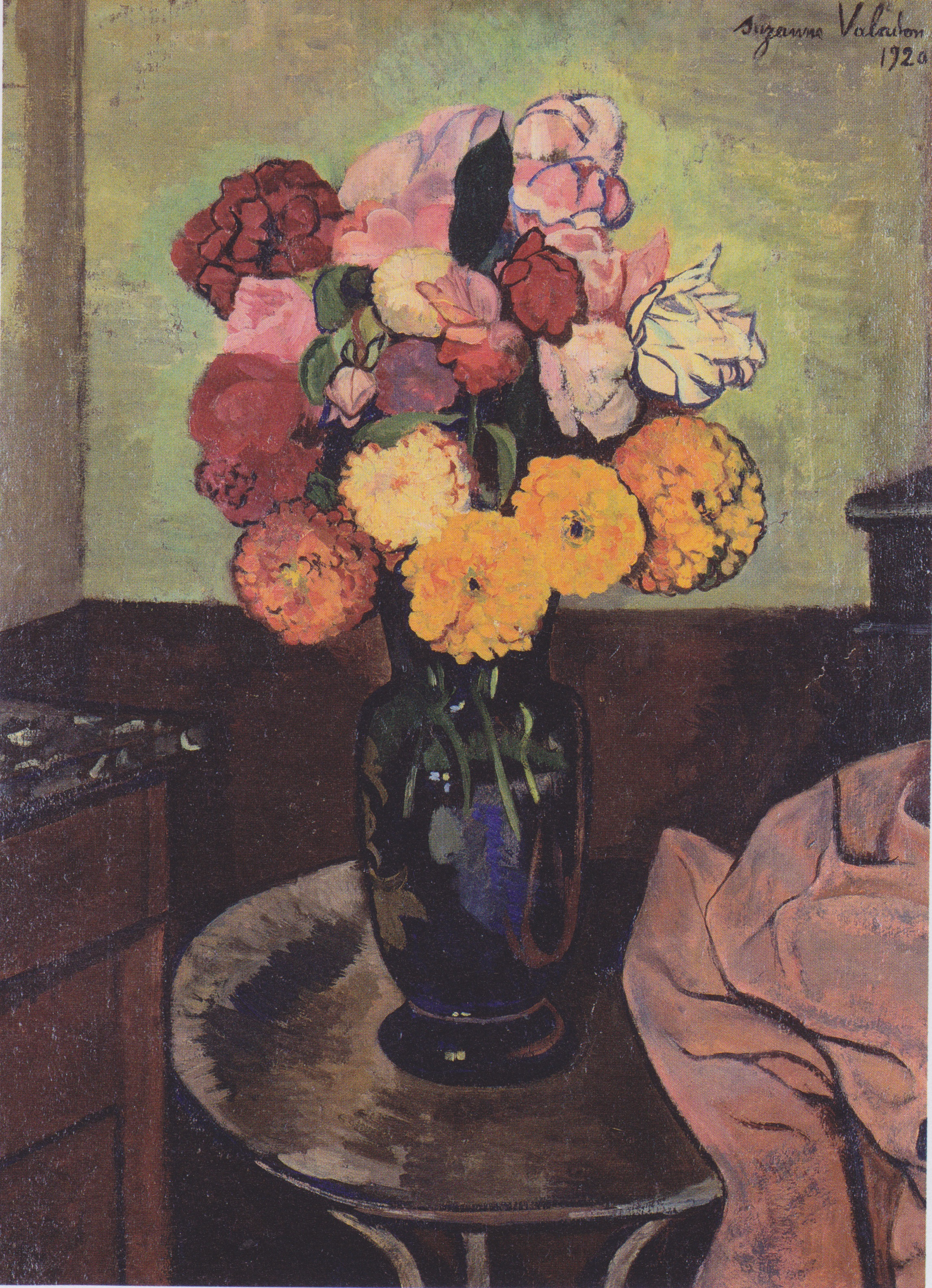
《丸いテーブルの上の花瓶》(1920)
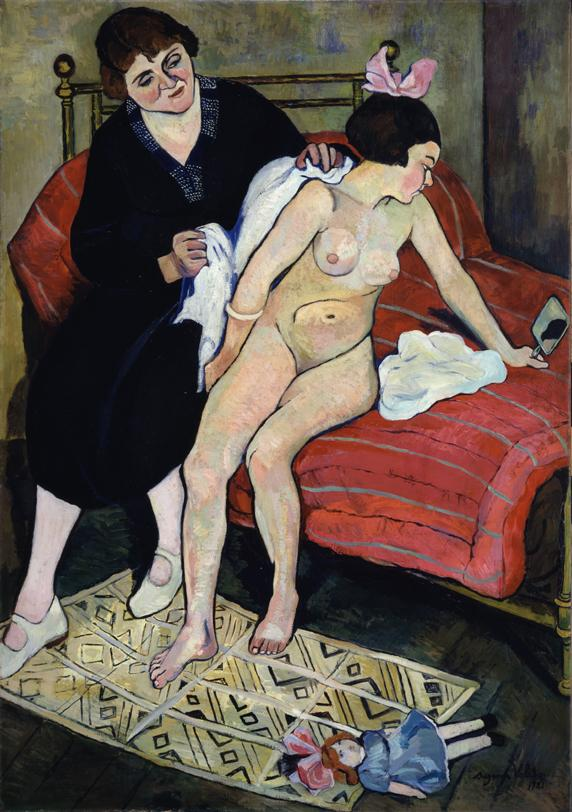
《捨てられた人形》(1921)
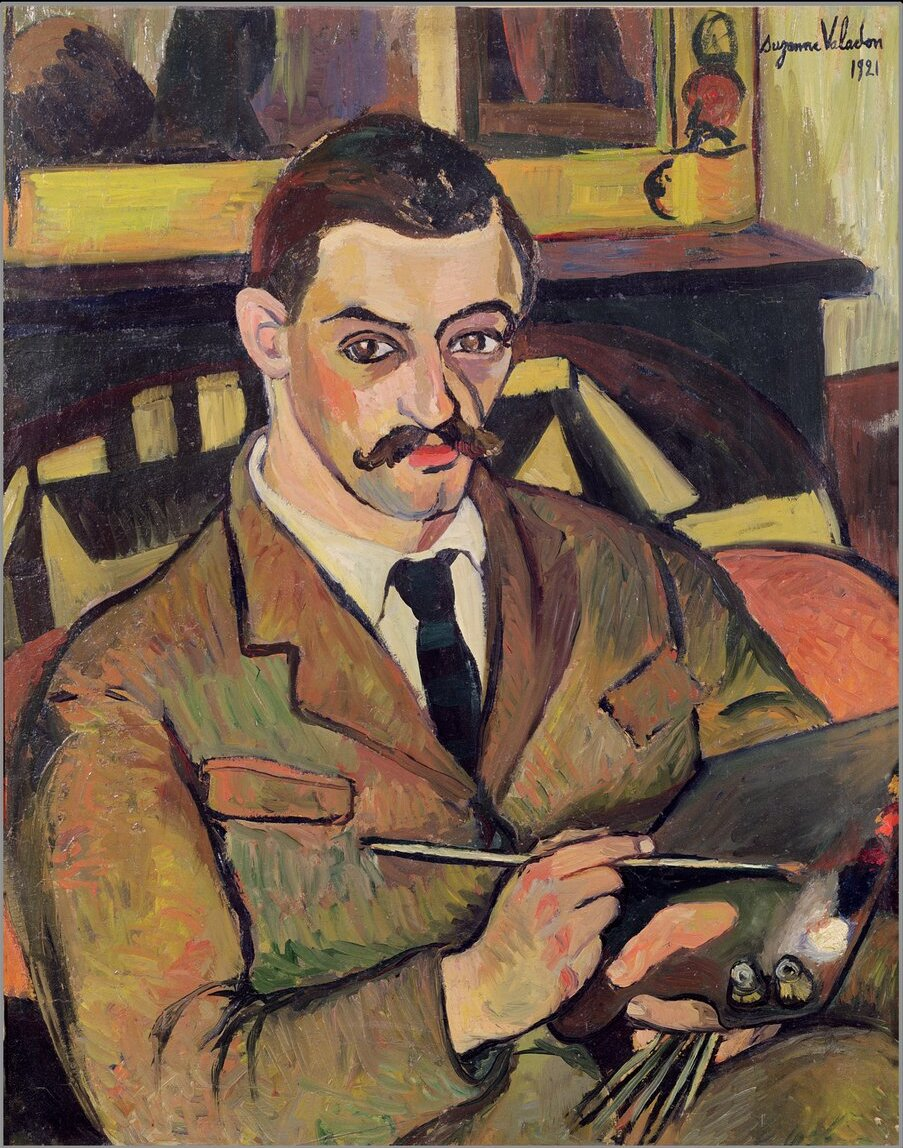
《モーリス・ユトリロの肖像》(1921)
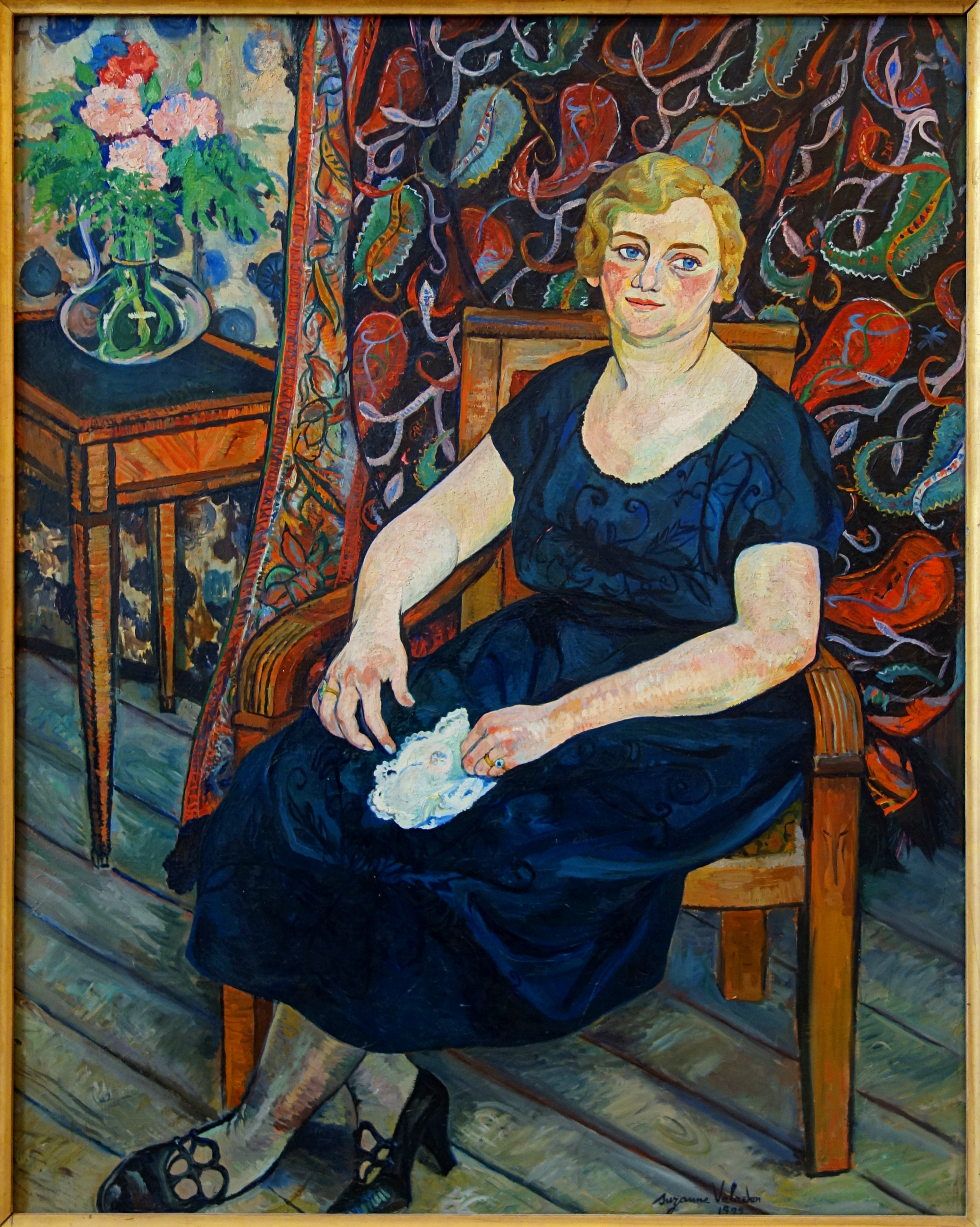
《レヴィ夫人》(1921)
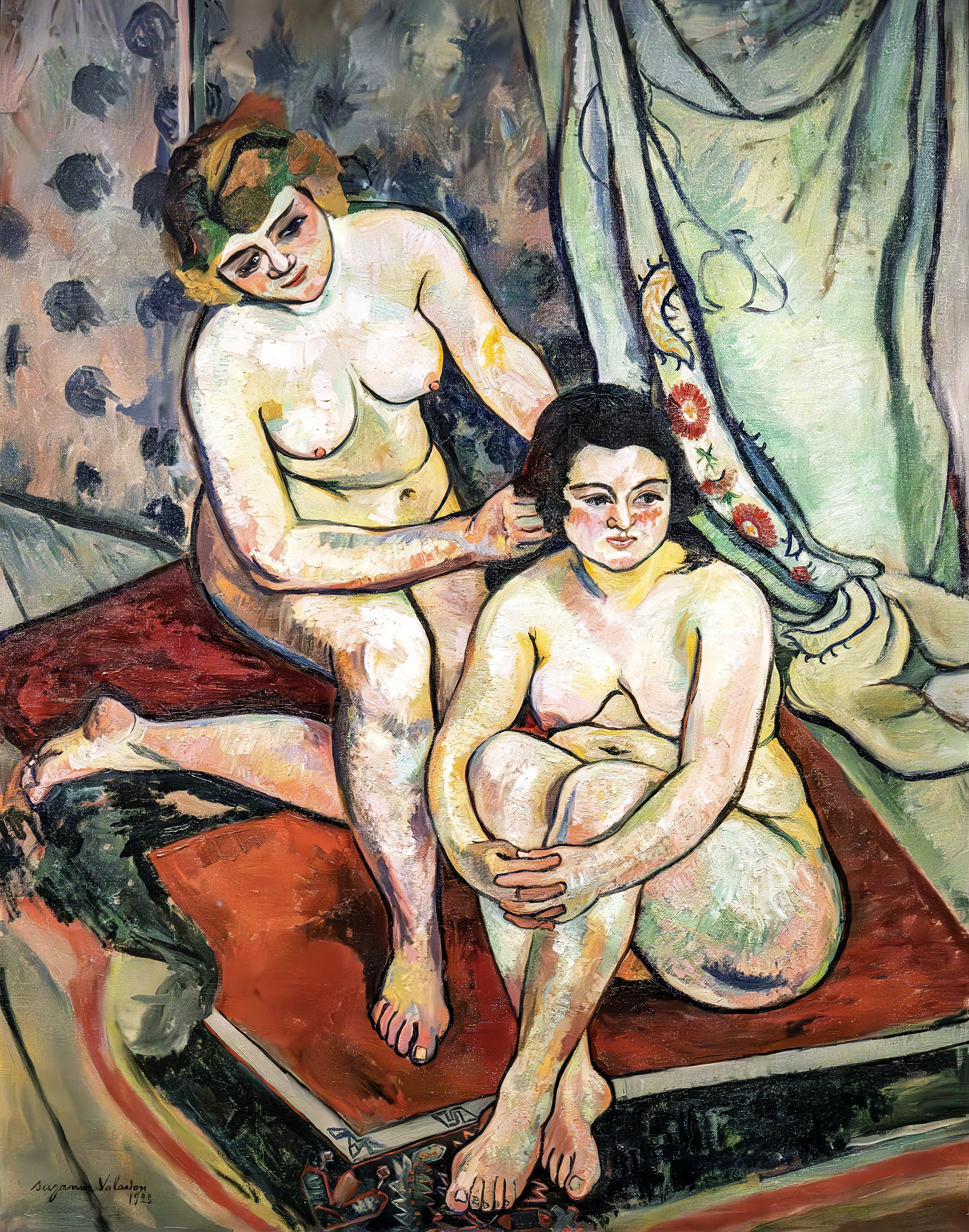
《入浴する女たち》(1923)
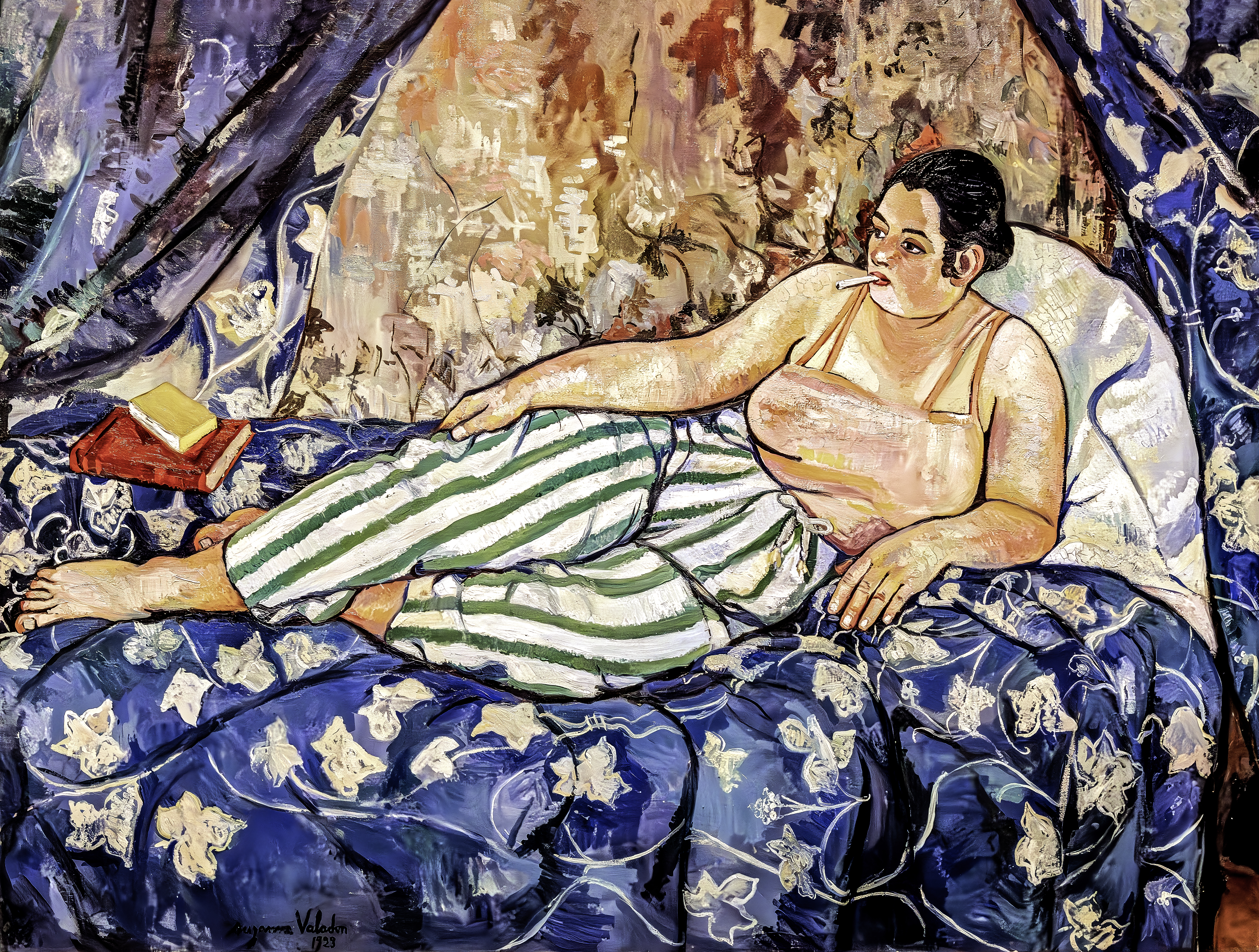
《青い部屋》(1923)
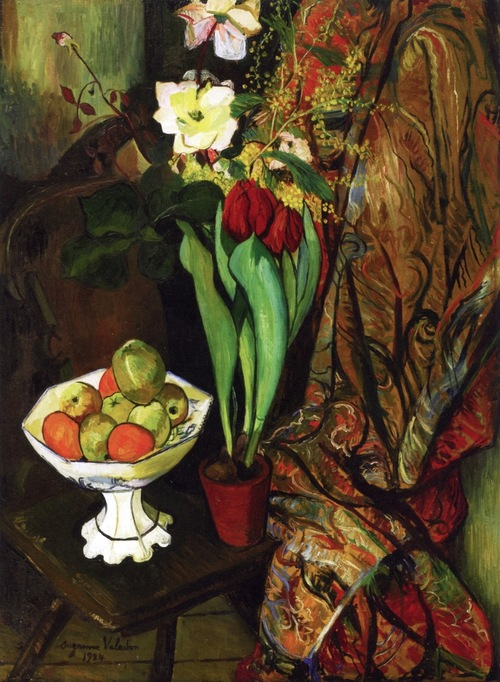
《チューリップと果物鉢のある静物画》(1924)
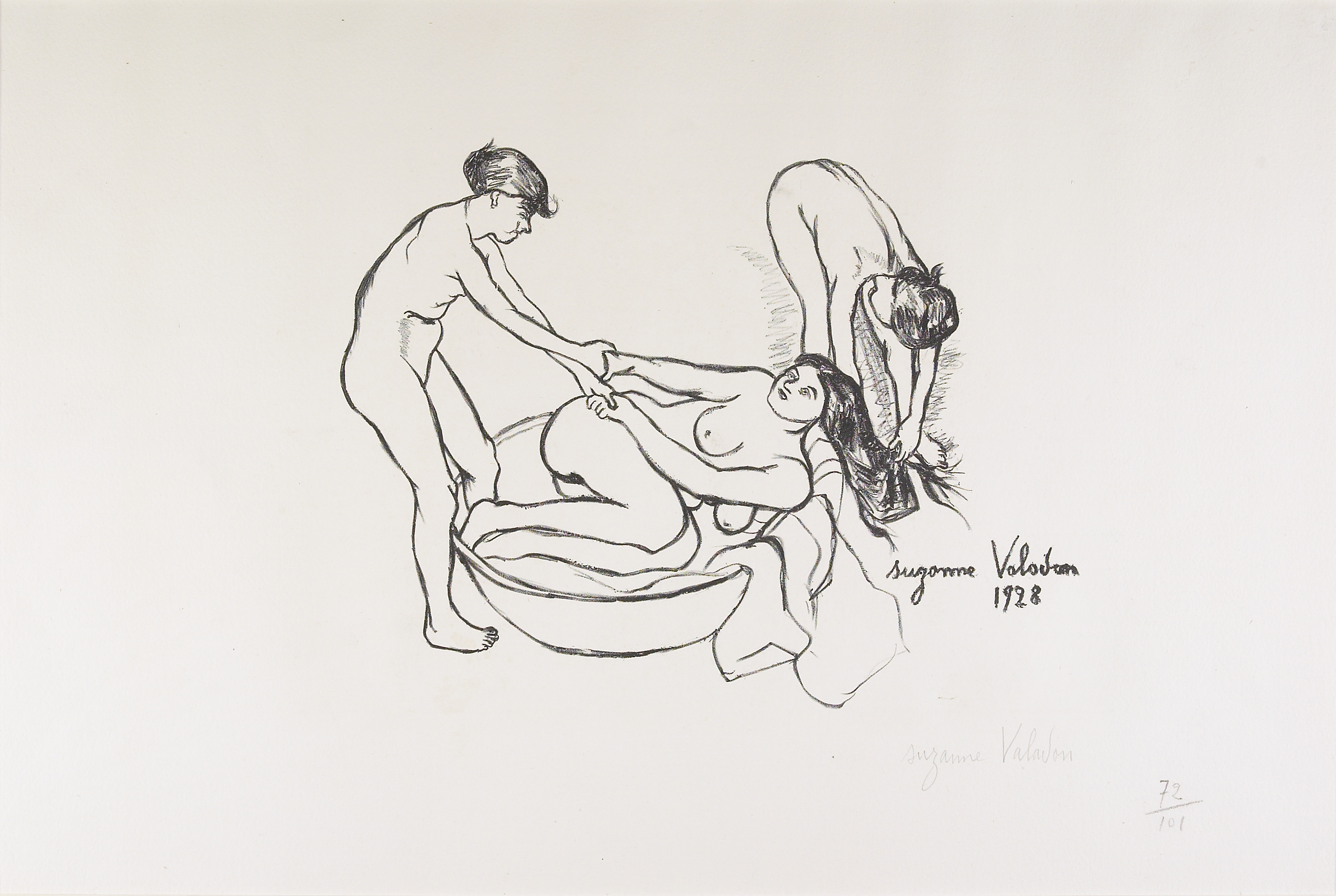
《女たち》(1895)
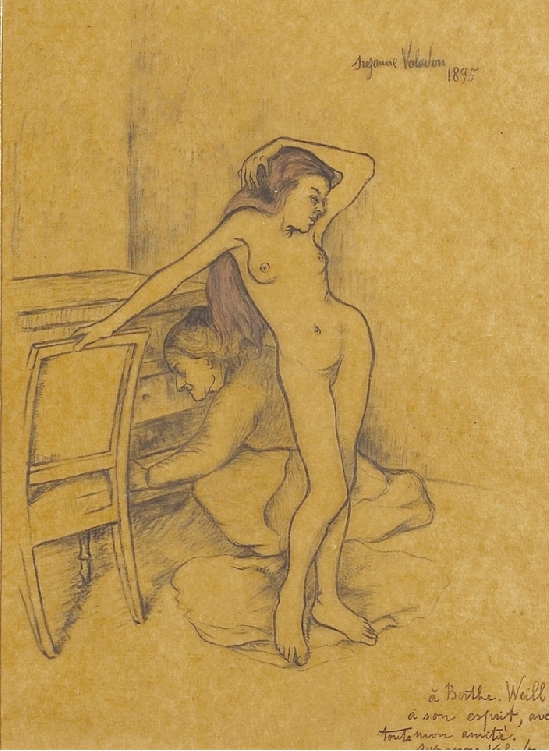
《裸婦》(1895)
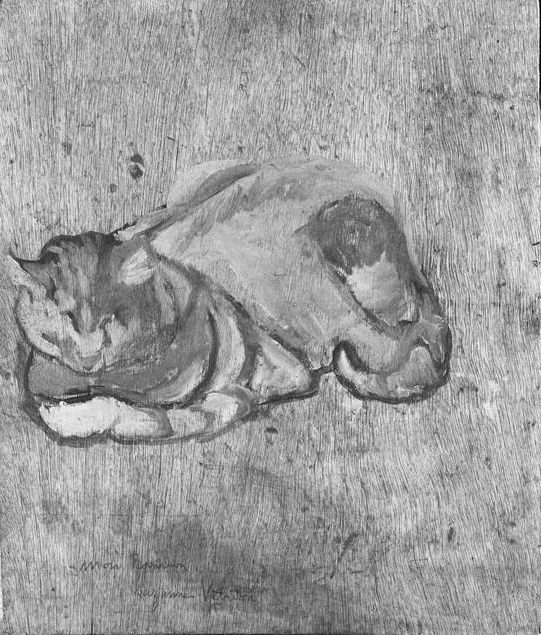
《猫ラミヌーの習作》(1917)

## 参考資料
- Pierre Reip, Suzanne ou la transgression du genre, le 6 octobre 2015, Nouveau Parti Anticapitaliste (NPA), Courant Communiste Révolutionnaire.
- Catherine Brun, Suzanne VALADON (Marie-Clémentine VALADE), Musées d'Occitanie.
- Jeanne Champion, Suzanne Valadon, Flammarion, 1981.
- Johanna Brad, VALADON, Suzanne, Jill Berk Jiminez (ed.), Dictionary of Artists' Models, Routledge, 2001.
- Robert Rey, Suzanne Valadon et son œuvre, Gallimard, 1922.
- Georges Charensol, Les Beaux-Arts : Suzanne Valadon au Musée National d’Art Moderne, La Revue des Deux Mondes.
- VALADON, UTRILLO & UTTER À L'ATELIER DE LA RUE CORTOT : 1912-1926 (2015), Somogy Éditions d'Art (source : Jacqueline Munck, La peinture de Suzanne Valadon : 1909-1914, une passion decisive).
- Agathe Lautréamont, Suzanne Valadon, peintre et muse des grands artistes de son temps, le 16 décembre 2015, Beaux Arts.
- 若桑みどり『女性画家列伝』岩波書店（岩波新書）1985年。
- 「ユトリロとヴァラドン 母と子の物語 ― スュザンヌ・ヴァラドン生誕150年」（プレスリリース、2015年）東郷青児記念 損保ジャパン日本興亜美術館。
- 千葉順「トゥルーズ＝ロートレックとシュザンヌ・ヴァラドン ―『酒を飲む女または宿酔』の制作年度をめぐって」『早稲田商学』第281号、1979年12月、早稲田大学商学部・早稲田商学同攻会、103-119頁。
- 今野志津「シュザンヌ・ヴァラドンの男性ヌード」『表現文化研究』第3巻第2号、神戸大学表現文化研究会、2004年3月24日、123-137頁。

## 関連書籍
- ジャンヌ・シャンピヨン（フランス語版）『シュザンヌ・ヴァラドン ― その愛と芸術』佐々木涼子、中条屋進共訳、西村書店、1998年 - 小説的伝記。